# Slaný

Oficiální logo města Slaný od konce roku 2024.

Město Slaný (německy Schlan) je někdejší královské město v okrese Kladno asi 29 km severozápadně od Prahy. Ve městě a jeho částech žije přibližně 17 tisíc obyvatel. Částmi města jsou Slaný, Blahotice, Dolín, Kvíc, Kvíček, Lotouš, Netovice, Otruby, Trpoměchy a Želevčice.

## Název
Tvar vlastního jména Slaný je podle příruček spisovné češtiny mužský, tedy ten (náš) Slaný. Z historických zmínek i ze současného písemného i mluveného úzu však plyne proměnlivost mluvnického rodu. Hájek z Libočan uvádí název s mužskou koncovkou Slanej a původ v pomístním jménu Slanej vrch. Tvar středního rodu Slané zase zmiňuje ve svém zpracování středověkých letopisů Pulkavy z Radenína a Beneše z Hořovic historik František Palacký: město Slané obleženo jest... August Sedláček ve svém místopisném slovníku zdůrazňuje tvar Slaný. V místní mluvě je však téměř vždy shoda ve středním rodě, tedy to (naše) Slaný, moje rodný Slaný mělo, Slaný vyhrálo apod. Z toho plyne i občasný úzus hyperkorektního tvaru Slané.[zdroj?]

## Historie
Na území města Slaného a na Slánské hoře jsou četnými vykopávkami doložena různá osídlení ve starší i mladší době kamenné.

### Středověk

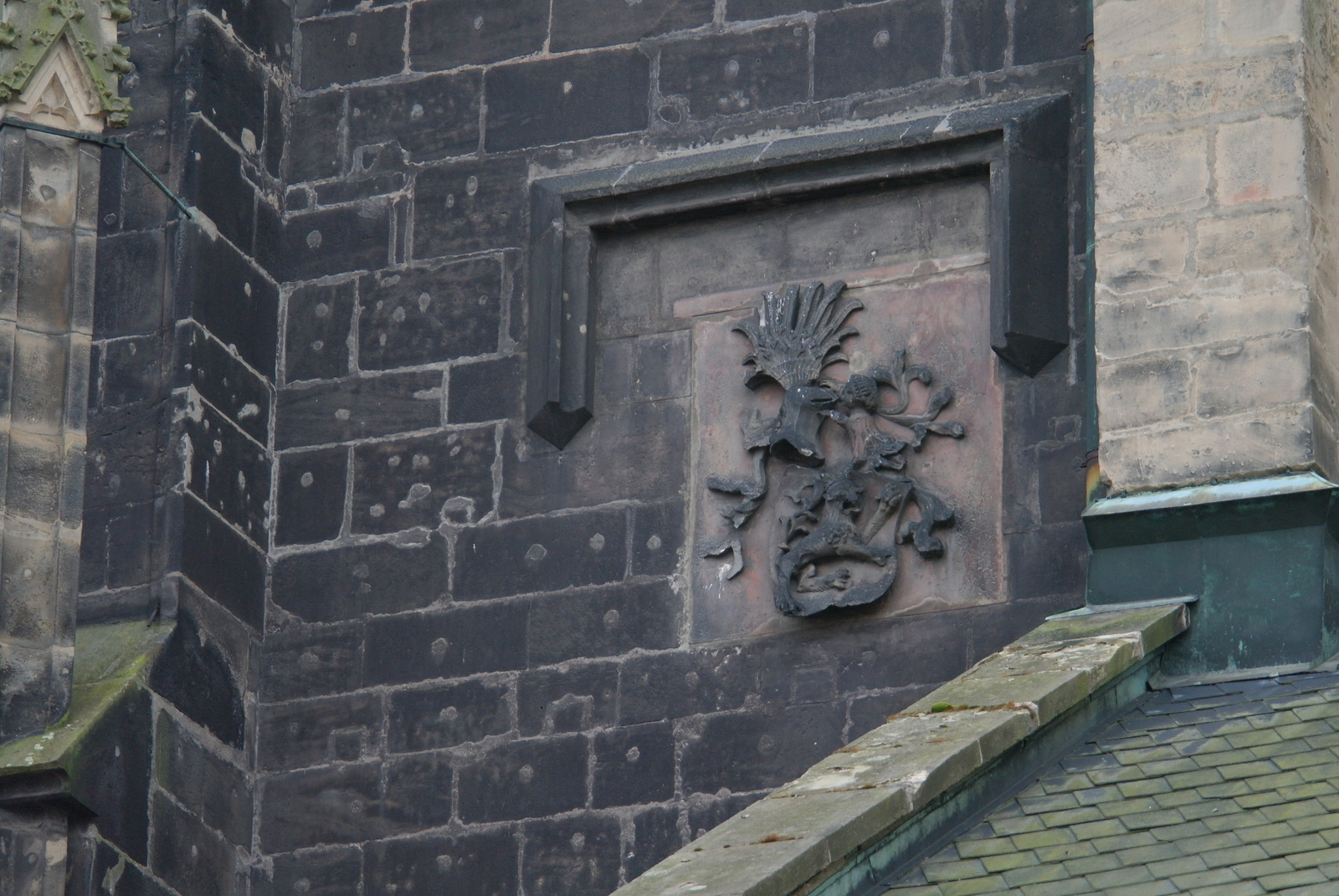
Městský znak na kostele svatého Gotharda

Podle kroniky Václava Hájka z Libočan, jejíž historickou věrohodnost je třeba brát s rezervou, bylo město Slaný založeno roku 750 knížetem Nezamyslem. Již toto bájné vyprávění renesančního pisatele však ukazuje na starobylost, která tomuto městu byla v průběhu staletí dávána.
Trhová osada Slaný vznikla u brodu v období raného středověku, nejspíše již v 11. století, při důležité obchodní stezce vedoucí z Prahy do Saska, kterou zde protínají další vnitrozemské cesty. Přestože nepatřila mezi významná zeměpanská hradiště, nacházely se zde některé lokální knížecí úřady, mj. soudní instance. V průběhu 12. století zde vznikla expozitura benediktinského kláštera v Ostrově u Davle, který v okolí získával majetek nejspíše přímo od panovníka. Mniši zde založili také nový kostel zasvěcený sv. Gothardovi, jehož úctu ostrovský klášter šířil. Nejspíše ještě do konce 12. století nebo nedlouho poté zde vyrostla románská trojlodní bazilika, předchůdce dnešního farního kostela. Majetkové državy několika zejména církevních institucí na území významné osady a v jejím blízkém okolí byly také důvodem, proč se panovníkovi nepodařilo povýšit ji na město dříve. Základním předpokladem tohoto kroku totiž bylo majetkové scelení lokačního území a vytvoření majetkového zázemí v okolí.
Přesné datum vysazení nového královského města dle magdeburského práva není známo. Stalo se tak mezi roky 1295–1305; roku 1295 ještě královským městem nebylo, ale povýšení udělil král Václav II., který zemřel v roce 1305. Nedlouho po založení bylo nové město opevněno. V roce 1348 zasáhlo město zemětřesení. Po roce 1358, kdy bylo králem Karlem IV. nařízeno založení vinic v Praze a posléze v královských městech, došlo k rozšíření vinohradů ve Slaném. Rozkládaly se na stráních Slánské hory či na úbočí Hájů. V tomto období byl založen v blízkých Ovčárech kostel sv. Václava, jenž je patronem vinařů a rybníkářů. V roce 1371 jej zasáhl ničivý požár, bezprostředně po něm začala obnova města včetně novostavby farního gotického kostela sv. Gotharda.
Krátce po vypuknutí husitských bouří roku 1419 opustili město ostrovští benediktini, kteří se do něj již nikdy nevrátili, a do města přišli reformní kněží strany podobojí. Slaný dokonce patřil mezi tzv. šest vyvolených husitských měst, která měla být spasena při nadcházejícím konci světa očekávaném radikálními kazateli. V květnu 1420 došlo ke zvratu, kdy město obsadila Zikmundova vojska a navštívil ho dokonce sám panovník, který zakročil proti příznivcům husitství. V březnu 1421 však otevřeli měšťané brány opět husitskému vojsku a stali se součástí pražského městského svazu. V něm zůstali až do dobytí a vyplenění města vojskem radikálnějšího táborského svazu pod vedením Jana Roháče z Dubé v dubnu 1425, jehož součástí se potom stali na dalších deset let. Po porážce táboritů v bitvě u Lipan roku 1434 se město poddalo vládě panské jednoty a roku 1436 přijalo Zikmunda za krále. Slaný nadále patřil k umírněnému utrakvistickému proudu, roku 1452 podpořil volbu Jiřího z Poděbrad zemským správcem. Král Jiří z Poděbrad pak městu věnoval mnoho výsad.

### Novověk

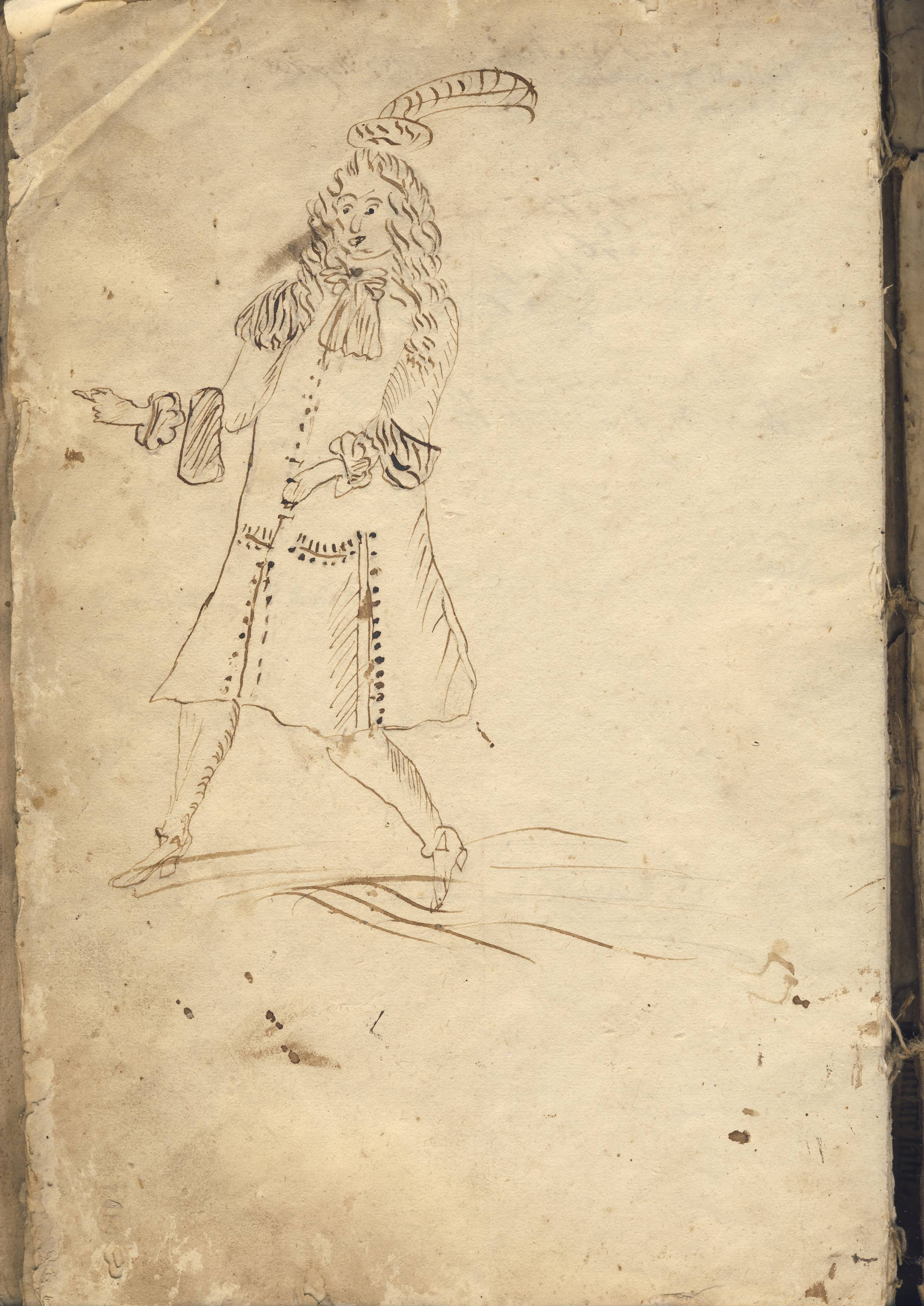
Perokresba měšťanského či šlechtického šviháka z počátku 18. století v účetní knize slánských hrnčířů. Cech hrnčířů Slaný, Kniha počtů (1655) 1656–1722 (1746), kn. 5 (SOkA-Kladno)

Bývaly zde strojírny, doly, kasárna a také lázně. 

#### Martinicové a rekatolizace
Nekatolické město se účastnilo povstání proti panovníkovi roku 1618, kdy zde pobývala rodina vzdorokrále Fridricha Falckého. Po porážce stavovského odboje nastal zásadní zlom v dějinách města, které se z hrdého královského a krajského města stalo městem poddanským a v krátké době svou protestantskou minulost zcela popřelo. V době pobělohorské bylo v roce 1623 město dědičně zastaveno Martinicům sídlícím v nedalekém Smečně. Řada obyvatel odešla do exilu, nejvíce pak v roce 1626, ale po roce 1630 se část slánských exulantů vrátila. V nových poměrech nahlíželo rekatolizované město na navrátilce jako na kacíře beze cti a velkou roli v tom hrál i jim zkonfiskovaný majetek. Za třicetileté války pak bylo město poškozeno pobytem válčících armád.
Vlastník reprezentovaný Bernardem Ignácem z Martinic se ve městě choval pragmaticky, práva měšťanů byla omezena ve prospěch jeho panství. Na druhou stranu tato významná osobnost své doby vtiskla Slanému barokní ráz. Roku 1655 založil při renesančním hřbitovním kostele Nejsvětější Trojice za hradbami města františkánský klášter a uprostřed kostela nechal vystavět jako jeho srdce loretánskou kapli. Přímo na hlavním náměstí založil roku 1658 piaristickou kolej, která zajišťovala vzdělání na úrovni středního školství, a pro vrchnostenskou správu panství vystavěl budovu čp. 1 zvanou Martinický dvůr. Roku 1662 dal vztyčit na Slánské hoře tři kříže na znamení Kalvárie a roku 1665 nechal na dalším tehdy holém pahorku směrem ke Smečnu vystavět kapli Božího hrobu, nejstarší v Čechách.

#### Bolzanka
Kolem roku 1830 vznikla při slánské prádelně slévárna a opravna strojů, která se v roce 1872 stala základem firmy Bolzano, Tedesco a spol. Po úmrtí zakladatele Bohdana Bolzana roku 1884 převzal firmu šéfkonstruktér Max Hirsch. Ten neměl však tolik finančních prostředků, musel přijmout několik tichých společníků. Stačilo pár let a všechny vyplatil, stal se tak jediným majitelem. Vědom si skvělé pověsti podniku vedl jej dále pod stejným názvem Bolzano, Tedesco a spol. Po smrti Ing. Hirsche roku 1898 vdova prodala továrnu akciové společnosti Breitfeld, Daněk a spol., která vlastnila již továrny v Praze, Blansku a Ústí nad Labem. V té době akcie společnosti dávaly na burze výnos 6 % ročně. „Bolzanka“ zaměstnávala 859 lidí.
Roku 1906 došlo v rozvoji továrny k rozhodnému kroku. Centrum podniku bylo přesunuto z dolního závodu na pozemky ležící jižně od továrny a dráhy Prahy-Most, kde začala výstavba kotlárny, elektrárny, kancelářských budov a vlečky. Stavba byla dokončena v roce 1907, hlavní budova měla přes 3000 m². V roce 1910 Akciová Společnost Strojírny Breitfeld, Daněk i spol. ve Slaném založila své lokomotivní oddělení a dle dokumentace vídeňského ministerstva zahájila stavbu sdružených pětinápravových nákladních lokomotiv na přehřátou páru řady 80.1 pro rakouské státní dráhy. První z nich spolu s rovněž ve Slaném vyrobeným tendrem byla dodána v září 1912. V pozdějších letech se ve Slaném vyráběly pro kkStB a později pro ČSD lokomotivy řad 170 (ČSD 434.0), 80.9 (ČSD 524.0), 270 (ČSD 434.1), 310 (ČSD 375.0). Prvním přednostou lokomotivního oddělení byl ustanoven Ing. Ignac Feichtinger, povolaný z rakouské lokomotivky ve Floridsdorfu. V roce 1914 vystřídal Ing. Feichingera na místě šéfkonstruktéra teprve třicetiletý absolvent pražské polytechniky Ing. Václav Štěpán, zaměstnaný u firmy od roku 1910. V letech 1923–1926 zde byly pro ČSD vyráběny lokomotivy 534.0. Konstruktéři lokomotivky vynalezli odjiskřovadlo soustavy Štěpán-Halla. Stavba lokomotiv se ve Slaném udržela i po fúzi s Českomoravskou-Kolben v roce 1927 a plynule pokračovala až do roku 1947, kdy byla ukončena.
Dekretem presidenta republiky ze dne 24. října 1945 o znárodnění průmyslových podniků se stalo ČKD státním podnikem a 1. ledna 1947 samostatným podnikem s výrobním programem: silniční stroje, jeřáby a vodní stavby, lžícová rypadla, hornická zařízení, zařízení pro cukrovary, ocelové konstrukce.

#### Územněsprávní začlenění
Dějiny územněsprávního začleňování zahrnují období od roku 1850 do současnosti. V chronologickém přehledu je uvedena územně administrativní příslušnost obce v roce, kdy ke změně došlo:
- 1850 země česká, kraj Praha, politický i soudní okres Slaný[16]
- 1855 země česká, kraj Praha, soudní okres Slaný[16]
- 1868 země česká, politický i soudní okres Slaný[16]
- 1939 země česká, Oberlandrat Kladno, politický i soudní okres Slaný[14]
- 1942 země česká, Oberlandrat Praha, politický i soudní okres Slaný[17]
- 1945 země česká, správní i soudní okres Slaný[18]
- 1949 Pražský kraj, okres Slaný[19]
- 1960 Středočeský kraj, okres Kladno[20]

#### Rok 1932

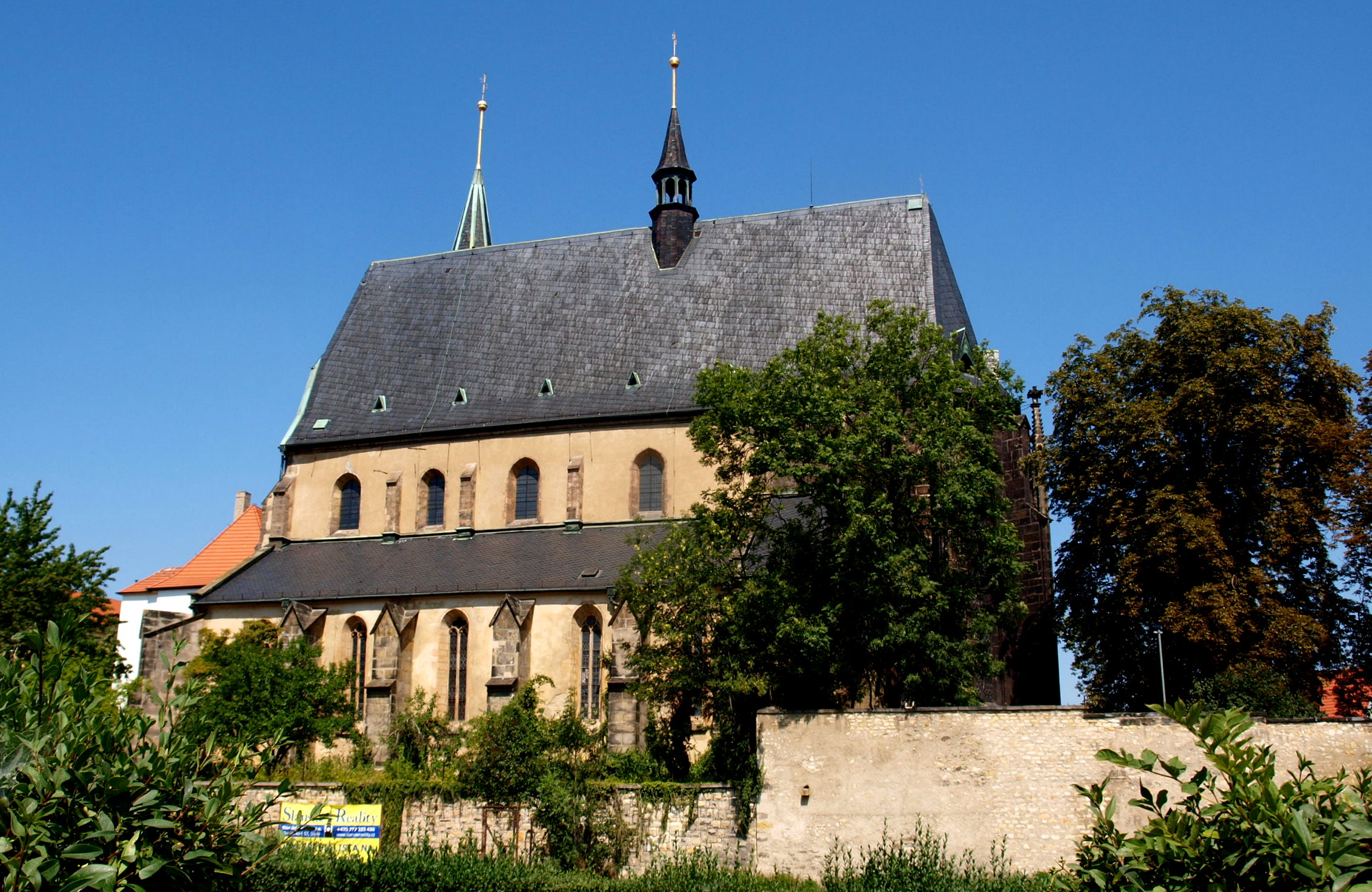
Kostel sv. Gotharda

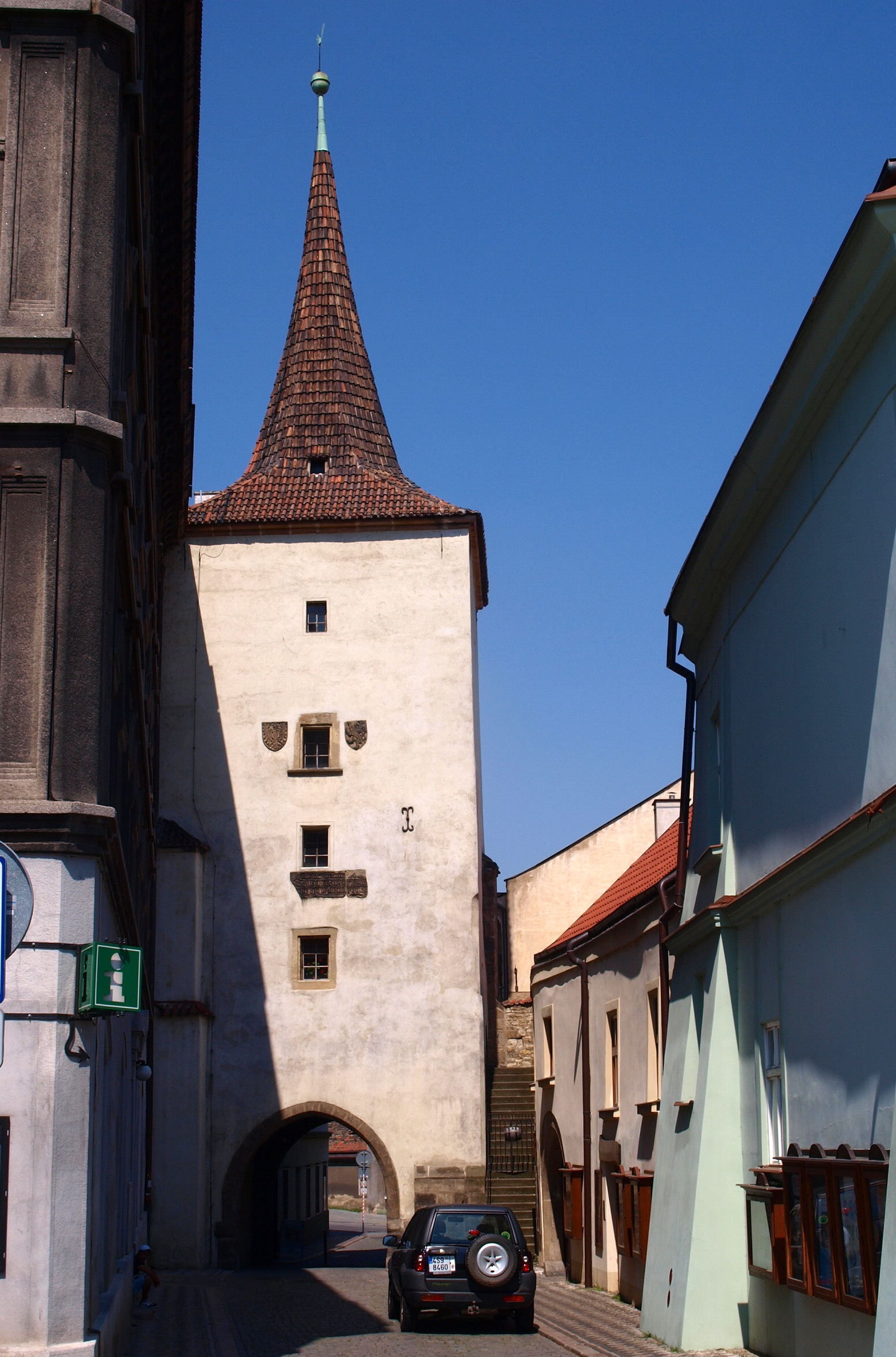
Velvarská brána

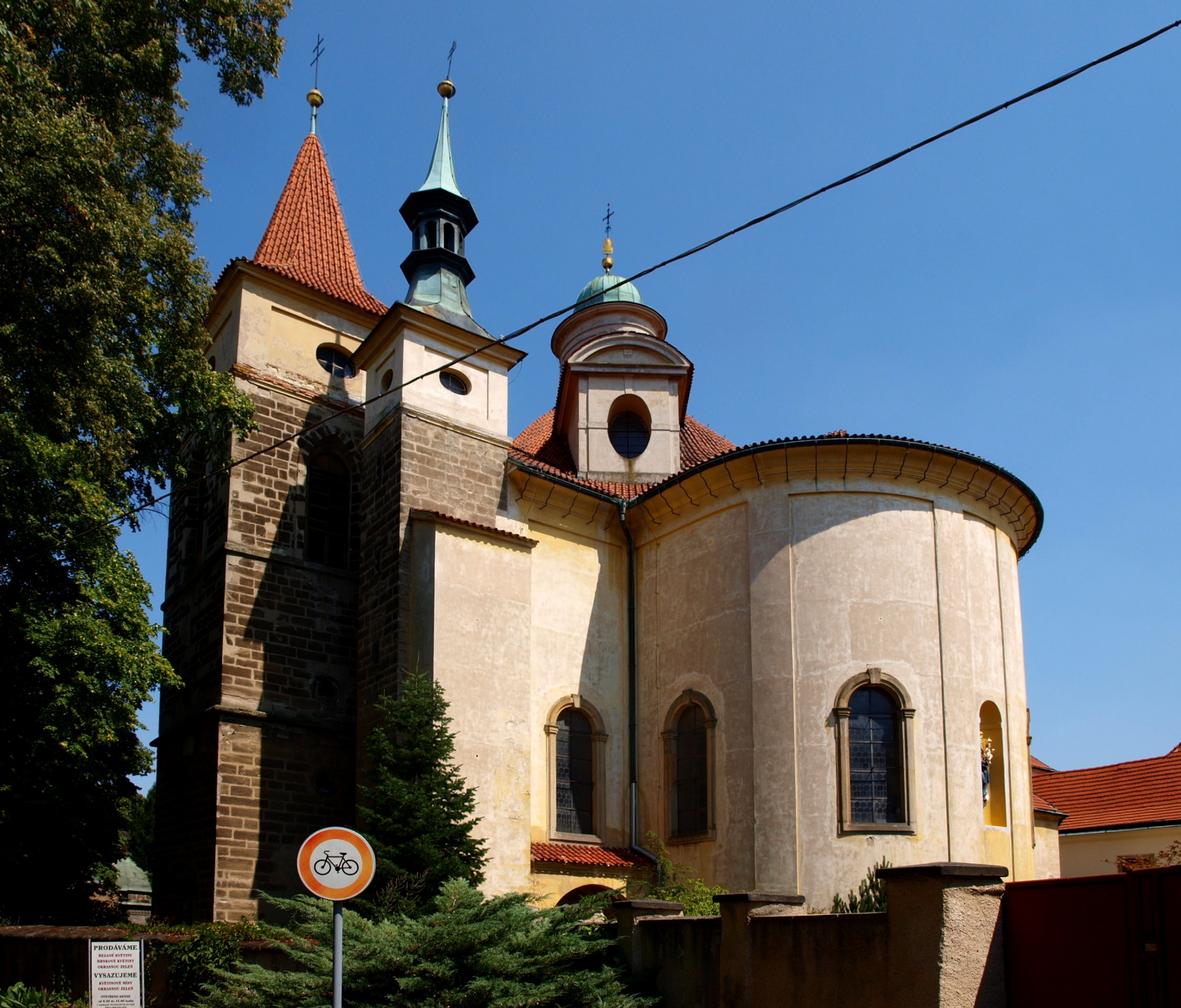
Kostel Nejsvětější Trojice při klášteře bosých karmelitánů (někdejší františkánský klášter)

V městě Slaný (9731 obyvatel) byly v roce 1932 evidovány tyto živnosti a obchody (výběr):
- Instituce: okresní úřad, okresní soud, berní úřad, berní správa, důchodkový kontrolní úřad, cejchovní úřad, revírní horní úřad, okresní četnické velitelství, poštovní úřad, telegrafní úřad, telefonní úřad, kostely (2 katol., českoslov., method., synagoga), františkánský klášter, státní reálné gymnasium, obchodní škola, zemská hospodářská škola, divadlo, městské museum, okresní nemocnice.
- Průmysl a živnosti: továrna na elektr. baterie, na cukrovinky, na umělá hnojiva, chemická továrna na výrobu lučebnin, továrna na kartonáže, na farmaceut. přípravky, lokomotivka a strojírna ČKD, na velocipedy a motocykly Michl, na letecké motory Michl, obchodní grémium, okresní jednota živnostenských společenstev, cihelna, elektrárna, čedičový lom, 3 mlýny, plynárna, 3 stavitelé.
- Služby: 12 lékařů, 6 zubních lékařů, 3 zvěrolékaři, 7 advokátů, notář, Česká banka, biografy Humanita a Legion, 2 fotoateliéry, 2 geometři, 21 hostinců, hotely Elznic, Pošta, Praha, Pražák, Slaný, V kufru, 3 kavárny, lázně, lékárny U orla, U páva, 10 restaurací, Městská spořitelna, Občanská záložna, Okresní hospodářská záložna, Svépomocná záložna, 6 vináren, zlatník, zubní ateliér.

Ve vsi Dolín (přísl. Želevčice, 761 obyvatel, samostatná ves se později stala součástí Slaného) byly v roce 1932 evidovány tyto živnosti a obchody: cihelna, holič, 4 hostince, konsum Včela, kovář, lom, 2 půjčovny mlátiček, pekař, 3 řezníci, 3 obchody se smíšeným zbožím, stavitel, 2 trafiky, velkostatek Rubeš.
V obci Kvíc (přísl. Kvíček, 1227 obyvatel, samostatná ves se později stala součástí Slaného) byly v roce 1932 evidovány tyto živnosti a obchody: autodílna, 2 výrobny cementového zboží, 3 cihelny, holič, 5 hostinců, kovář, konsum Spořilov, kovář, krejčí, 2 mlýny, obuvník, 5 obchodů s lahvovým pivem, pojišťovací jednatelství, přádelna bavlny, 8 rolníků, řezník, 7 obchodů se smíšeným zbožím, 3 trafiky, továrna na velocipedy, 2 zámečníci.
Ve vsi Netovice (160 obyvatel, samostatná ves se později stala součástí Slaného) byly v roce 1932 evidovány tyto živnosti a obchody: hostinec, 4 rolníci, obchod se smíšeným zbožím, trafika.
Ve vsi Trpoměchy (194 obyvatel, samostatná ves se později stala součástí Slaného) byly v roce 1932 evidovány tyto živnosti a obchody: družstvo pro rozvod elektrické energie v Trpoměchách, hostinec, 2 rolníci, trafika, velkostatek Baňka.

### Novodobé dějiny

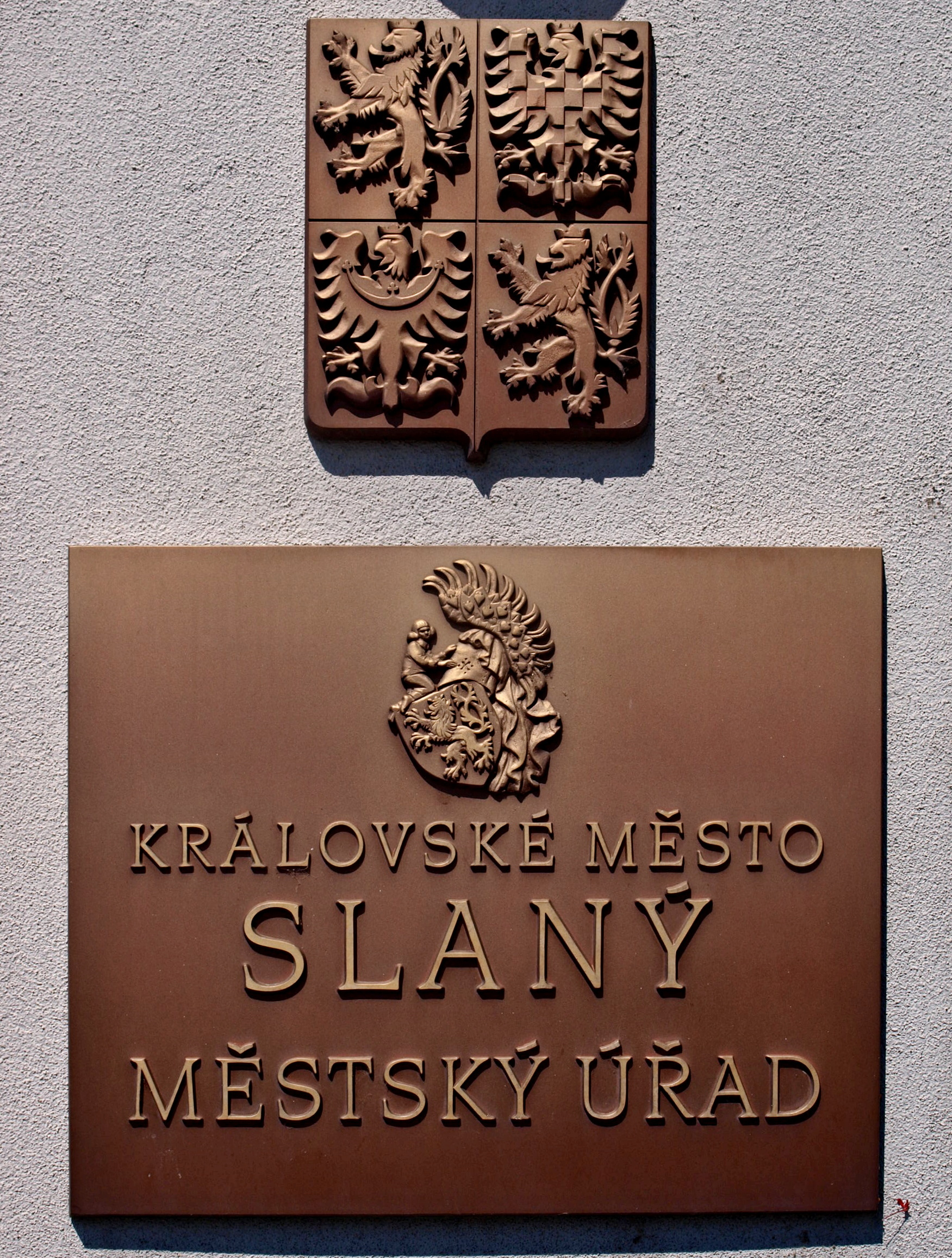
Slaný býval královským městem, deska na obecním úřadě

Slaný je jako obec s rozšířenou působností přirozeným centrem obvodu Slánska a přilehlého Velvarska. Ve Slaném je celkem pět mateřských škol, tři školy základní a jedna speciální, čtyřleté a osmileté Gymnázium Václava Beneše Třebízského, Obchodní akademie Dr. Edvarda Beneše a střední odborné učiliště, nachází se zde i základní umělecká škola. Město Slaný zřizuje Vlastivědné muzeum, nemocnici, polikliniku, městské kino, divadlo s několika soubory, množství sportovních zařízení a spolků, plovárnu aj. V roce 2010 zde byl založen Pivovar Antoš, který navázal na starobylou tradici vaření piva ve Slaném. Jako oblíbená relaxační zóna slouží ve městě okolí Červeného rybníka a městský lesopark Háje nacházející se v blízkosti 1. základní školy „Na Hájích“.

## Přírodní poměry
Od jihozápadu po severovýchod městem protéká Červený potok a jeho pravostranný přítok Šternberský potok. Dominantou města je Slánská hora, která je společně s Vinařickou horou vůbec nejjižnějším výběžkem sopečné činnosti Českého středohoří a od roku 1998 je také přírodní památka.

### Slaný pramen
Založení města Slaný u slaného pramene uvedl Václav Hájek z Libočan. Že si slaný pramen nevymyslel, dokládá nález podzemního slaného jezera během geologických průzkumů. Obsahuje 3 % soli, přičemž mořská voda má 3,5 % soli. Cisterciácký kněz v Plasích, Mauritius Vogt, zaznamenal v roce 1729 v rukopisu Bohemia et Moravia subterranea, že se roku 1511 během velkého zemětřesení všechny slané prameny ztratily či odstěhovaly pod zem.
Pod Slánskou horou slaný pramen skutečně existoval, ale postupně se zmenšoval jeho obsah soli. Údajně ještě v 18. století byla jeho voda používána na polévku nebo zadělávání těsta místo droždí – Ca(HCO3)2 (hydrouhličitan vápenatý) obsahoval CO2 potřebný ke kynutí těsta podobně jako jedlá soda. Počátkem 19. století měla voda 0,1 % soli, v roce 1934 obsah soli klesl jen na 0,025 %, ale zvýšil se podíl uhličitanu vápenatého.
Slaný pramen, který již dnes (2018) neobsahuje sůl, ale je minerálním zřídlem, vyvěrá v Nezamyslově ulici. Pramen byl v roce 2019 zrekonstruován podle návrhu architekta Martina Zajíčka; bylo využito motivu čedičové horniny, jakožto symbolu Slánské hory.

## Obyvatelstvo
Podle sčítání 1921 zde žilo v 795 domech 9 124 obyvatel, z nichž bylo 4 655 žen. Devět tisíc obyvatel se hlásilo k československé národnosti, 56 k německé a sedm k židovské. Žilo zde 5 366 římských katolíků, 134 evangelíků, 339 příslušníků církve československé husitské a 111 židů. Podle sčítání 1930 zde žilo v 1 140 domech 9 739 obyvatel. Z nich se 9 564 obyvatel hlásilo k československé národnosti a 103 k německé. Žilo zde 5 206 římských katolíků, 341 evangelíků, 1 771 příslušníků církve československé husitské a 85 židů.
| Město Slaný                                                                 | Město Slaný | Město Slaný | Město Slaný | Město Slaný | Město Slaný | Město Slaný | Město Slaný | Město Slaný | Město Slaný | Město Slaný | Město Slaný | Město Slaný | Město Slaný | Město Slaný | Město Slaný |
|                                                                             | 1869        | 1880        | 1890        | 1900        | 1910        | 1921        | 1930        | 1950        | 1961        | 1970        | 1980        | 1991        | 2001        | 2011        | 2021        |
| --------------------------------------------------------------------------- | ----------- | ----------- | ----------- | ----------- | ----------- | ----------- | ----------- | ----------- | ----------- | ----------- | ----------- | ----------- | ----------- | ----------- | ----------- |
| Počet obyvatel                                                              | 8 917       | 9 835       | 11 128      | 11 589      | 12 197      | 11 926      | 12 792      | 11 823      | 12 890      | 13 160      | 14 748      | 15 285      | 15 237      | 15 274      | 15 945      |
| Počet domů                                                                  | 708         | 775         | 849         | 905         | 1 055       | 1 199       | 1 685       | 1 949       | 1 988       | 1 918       | 1 914       | 2 057       | 2 100       | 2 406       | 2 616       |
| Město Slaný bez místních částí                                              |             |             |             |             |             |             |             |             |             |             |             |             |             |             |             |
| Počet obyvatel                                                              | 7 422       | 8 070       | 9 115       | 9 491       | 9 695       | 9 124       | 9 739       | 9 550       | 10 524      | 10 944      | 12 810      | 13 601      | 13 622      | 13 275      |             |
| Počet domů                                                                  | 528         | 565         | 606         | 643         | 721         | 795         | 1 140       | 1 356       | 1 744       | 1 353       | 1 371       | 1 453       | 1 480       | 1 690       |             |
| Data z roku 1961 zahrnují i domy z místních částí Blahotice, Kvíc a Kvíček. |             |             |             |             |             |             |             |             |             |             |             |             |             |             |             |

Věková struktura obyvatel obce Slaný roku 2011
Rodinný stav obyvatel obce Slaný roku 2011
Vzdělání obyvatel obce Slaný roku 2011

### Židovská komunita

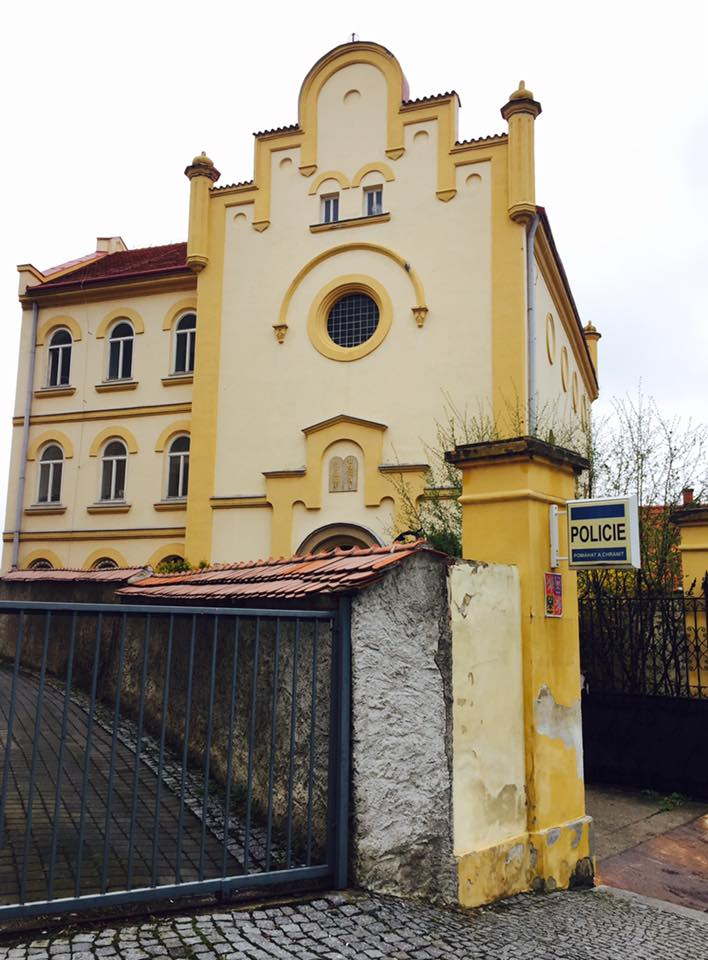
Synagoga ve Slaném

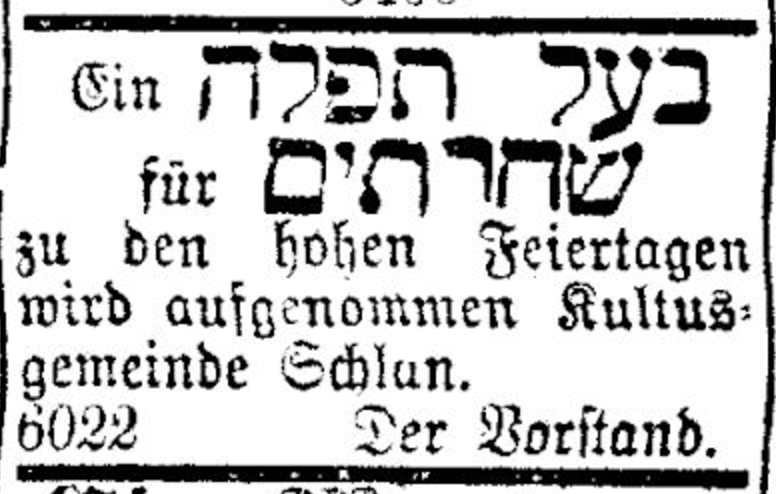
Inzerát slánské židovské obce z roku 1903 na konkurz na ba'al tfile (בעל תפילה) – synagogálního zpěváka a vedoucího bohoslužby – k nadcházejícím Vysokým svátkům. Prager Tagblatt, září 1903.

Lze předpokládat, že židovští kupci a obchodníci Slaný navštěvovali během výročních trhů a přicházeli sem po obchodních stezkách již v raném středověku, tedy ihned po vzniku města od 11. století, podobně jako jinde v Českém království. Někteří se zde v průběhu raného středověku usadili snad natrvalo. Nejstarší zpráva o židovském osídlení Slaného však pochází až z první poloviny 14. století, kdy je zmiňován „Žid slánský“ jakožto majitel domu ve Valentinské ulici na Starém městě pražském. Roku 1444 prodal Žid Izák svůj dům ve Slaném místnímu smolařovi Martinovi, o dva roky později, roku 1446 prodává tentýž Izák další svůj dům jinému místnímu obyvateli, soukeníkovi Jankovi. Z téhož roku pochází i doklad o dalším prodeji nemovitosti, kdy „Žid Josef prodal dům měšťanu Petru Sulkovi“.
Slánští měšťané se ale proti pobytu Židů ve městě opakovaně bouřili, protože židovští obchodníci pro ně představovali konkurenci, a tak roku 1458 získali od krále Jiříka z Poděbrad majestát, jenž stanovil, že žádný Žid nesmí strávit ve městě déle než jednu noc a při vstupu do města musí zaplatit poplatek 1 groš. Na dnes již zbořené gotické městské Pražské bráně (zbořeno 1841) byla údajně plastika či vyobrazení Žida držícího minci.
„Přišel-li cizí Žid do Slaného, musil zaplatiti poplatek ve bráně, a po vyřízení svých záležitostí neodkladně opustiti město. Přenocovati mohl v blízkých Lidicích, kde chaloupka, nazývaná Židovna, dosud připomíná dobu tu,“ píše v dosud nepřekonaném předválečném sborníku Hugo Golda Die Juden und Judengemeinden Böhmens in Vergangenheit und Gegenwart z roku 1934, v kapitole věnované Slanému a okolí, místní činovník slánské židovské náboženské obce, pan Richard Fanta.
Z 16. století pocházejí zprávy o tom, že Židé nesměli ve městě už ani přenocovat. Koncem 16. století si místní cech kožešníků a krejčích vymohl dokonce povolení bránit Židům v obchodovaní s těmito komoditami na území města. Nicméně zákazy a omezení nebyla vždy stoprocentně dodržována. Příkladem může být např. Liborem Dobnerem dokládaný pobyt židovského dryáčníka (mastičkáře) Šalomouna Rennera k roku 1603, či pobyt židovského lékaře Abraháma ve Slaném v roce 1607, jenž léčil chromého syna místního měšťana Adama Jiráska. Tento Abrahám byl osvobozen od placení všech cel v Pražské bráně. K roku 1793 je v seznamu familiantů uveden ve Slaném usedlý Žid Izák Steiner s manželkou Marií a synem, jenž se živil prodejem masa a pálenky. Dle stabilního katastru je roce 1840 dům čp. 456 vlastněn Jákobem Freundem.
Židé se natrvalo a bez omezení směli v královském městě Slaný usazovat až po revolučním roce 1848. Již roku 1861 je založen náboženský spolek (Israelitische Cultusverein Schlan), později přeměněn na plnoprávnou židovskou náboženskou obec (Israelitische Cultusgemeinde Schlan). Dne 8. února je započato se stavbou synagogy, která je slavnostně otevřena již o necelý rok později, roku 1865. Nachází se zhruba sto metrů severovýchodně od Masarykova náměstí ve Fričově ulici. Vystavěna byla podle projektu slánského architekta Františka Štěcha v maurském slohu s novorománskými prvky a nahradila tak již nevyhovující předchozí modlitebnu israelitské náboženské obce v hostinci U Templu v Kynského ulici.
V květnu 1864 získala židovská obec povolení ke stavbě a již v roce 1865 byla budova zprovozněna. Jedná se o dvoupatrovou budovu orientovanou v ose východ-západ, vyhotovenou v tehdy módním tzv. maurském slohu. Střecha je sedlová, východní štít členěn dvěma okenními osami, mezi kterými byl aron ha-kodeš, nad ním jedno kruhové okno, ve štítě dvě malá okna. Vstup jen ze západní strany, portál zdobený sloupky, nade dveřmi dochováno desatero, nad ním velké kruhové okno ve štítě a dvě malá okna. Dřevěná ženská galerie byla přistavěna roku 1895 v poschodí při západní a severní straně, přístupna byla schodištěm ze sousední židovské školy přistavěné k severní straně synagogy. Jižní stěna synagogy je členěna čtyřmi okenními osami.
V synagoze působil mj. rabín Filip Bondy, proponent českožidovského hnutí a pozdější rabín českožidovského vlasteneckého spolku Or Tomid se sídlem v Praze, jenž jako jeden z prvních v Českém království zavedl užívání češtiny během židovských bohoslužeb.
Obřady se v synagoze konaly až do druhé světové války, kdy začalo docházet k represím vůči židovským obyvatelům města. V roce 1942 proběhl svoz zabavených liturgických předmětů (svitky Tóry, modlitební knihy, textilie aj.) do válečného Ústředního židovského muzea v Praze. Od roku 1958 je synagoga zapsána v seznamu kulturních památek, v roce 1961 přešla do majetku státu, v roce 1965 sloužila jako skladiště, později zde byly zřízeny bytové jednotky. Od roku 1974 sloužila budova jako pobočka Státního okresního archivu Kladno. Od roku 2017 zde funguje služebna Policie České republiky. Modlitební sál je dnes rozdělen na dvě podlaží a dále členěn přepážkami na jednotlivé místnosti. Z původní výzdoby sálu už není dochován ani modře malovaný klenutý strop s plastickými hvězdičkami. Dle vyjádření PČR je synagogální strop k roku 2020 pouze celistvě modrý. Budova bývalé židovské školy (čp. 150), stavebně související se synagogou, byla přestavěna k obytným účelům a je v současné době samostatný rodinný dům.
Vybavení synagogy se nedochovalo, ve sbírkách Židovského muzea v Praze se nachází několik desítek kultovních předmětů ze Slaného a okolí. V USA se nachází pravděpodobně pět (možná více) slánských Tór, které byly po druhé světové válce odprodány Ministerstvem kultury ze sbírek Židovského muzea soukromému sběrateli – a to i přes protesty tehdejší židovské obce v Praze. Tóry jsou v užívání reformních židovských obcí např. ve městě Savannah v Georgii, v New Jersey či v Prescottu v Arizoně. Tyto židovské obce mají povědomí o původu svých Tór a pravidelně na dnes již neexistující slánskou židovskou obec pořádají vzpomínkové akce během svátků a nejrůznějších výročí. 
V dubnu 2017 konal MěÚ Slaný ve spolupráci s izraelským velvyslanectvím, Českou unií židovské mládeže a dalšími partnery Dny izraelské kultury ve Slaném, jejichž součástí byla i půldenní prohlídka židovských památek města Slaný (patrně vůbec první v historii), včetně identifikace lokalit k plánovanému umístění Stolpersteine. Akce vzbudila ohromný zájem a navštívily ji desítky účastníků.

## Doprava

### Pozemní komunikace
- Západně od města ve směru jihovýchod – severozápad vede obchvat původně středem města procházející silnice I/7 Praha – Chomutov, která je až ke Slanému (EXIT 18 Knovíz) přestavěna na dálnici D7, jejíž pokračování je plánováno na roky 2024 až 2027.
- Severním obchvatem město od roku 2019 ve směru západ – východ obchází silnice I/16 od napojení na dálnici D6 – Řevničov – Slaný – křížení s dálnicí D8 – Mělník – Mladá Boleslav.
- Městem ve směru sever – jih prochází silnice II/118 Budyně nad Ohří – Zlonice – Slaný – Kladno – Beroun – Příbram, na kterou se za křížením se silnicí I/7 napojuje a na jihozápad pokračuje silnice II/236 Slaný – Smečno – Lány – Křivoklát.

### Železnice
- Město Slaný leží na železniční trati Kralupy nad Vltavou – Louny. Jedná se o jednokolejnou celostátní trať, původně Pražsko-duchovskou dráhu. Doprava byla v úseku Podlešín – Louny zahájena v roce 1873. Na území obce leží mezilehlá železniční stanice Slaný a mezilehlá železniční zastávka Slaný – předměstí.
- V minulosti ze stanice Slaný vedla i úzkorozchodná dráha Slaný – Kačice s odbočkou do stanice Smečno-Šternberk. Zrušená železniční trať byla jednokolejná lokální trať původně postavená jako vlečka roku 1904. Nákladní doprava byla provozována od roku 1908, do Slaného do roku 1925. Trať byla v úseku Na Kopaninách – Slaný zrušena roku 1932. Po roce 1932 byla trať používána opět již jen jako vlečka až do ukončení těžby uhlí v Libušíně.

### Letecká doprava
U Slaného se nachází malé vnitrostátní letiště sloužící především pro rekreační lety. Je provozováno Aeroklubem Slaný.

### Veřejná doprava

#### 2011
Po trati 110 jezdil pár spěšných vlaků z Prahy. Do stanice Slaný ve směru od Kralup nad Vltavou v pracovních dnech jezdilo 15 párů osobních vlaků, o víkendu 11 párů osobních vlaků. V úseku ze Slaného směrem na Louny v pracovních dnech jezdilo 10 párů osobních vlaků, o víkendu 8 párů osobních vlaků.
Příměstské autobusové linky vedly např. do těchto cílů: Kladno, Klobuky, Litoměřice, Mladá Boleslav, Nové Strašecí, Praha, Řevničov, Smečno, Velvary, Vraný, Zlonice, Žatec. Dálkové autobusové linky vedly do těchto cílů: Bílina, Chomutov, Jáchymov, Jičín, Jihlava, Karlovy Vary, Litvínov, Louny, Most, Ostrov, Praha, Špindlerův Mlýn, Vrchlabí.

#### 2016
Po trati 110 jezdí v pracovní dny ráno spěšný vlak od Loun do Prahy, zpět se vrací odpoledne. V soboty a státem uznané svátky jede ráno spěšný vlak od Prahy do Mostu, zpět se vrací k večeru. O víkendech turistické sezóny jezdí po trati 121 z Prahy osobní vlaky „Cyklohráček“, jejichž primárním cílem je však jízda turistů z Prahy na Okoř. Poslední sobotu v měsíci pokračují do Zlonic. Jako spojení s Prahou jsou díky dlouhé jízdní době dané profilem trati a četným zastávkám víceméně nepoužitelné.

#### 2019
Na přelomu let 2018/2019 byla zrekonstruována nádražní budova železniční stanice ve Slaném. Ve stanici byly nainstalovány elektronické informační tabule a místo „živého hlášení“ hlásí Andula. Dopravu na trati v rámci PID zajišťují ČD linkami S40, S46 a S54.
Dne 24. srpna 2019 došlo ve Slaném k významné události v dopravě. Slánsko bylo začleněno do systému PID. Integrace přinesla zánik linek MHD 226001 & 226002, které byly nahrazeny linkami 609, 388, 592 a dalšími. Po vyhodnocení provozu od 15. listopadu 2020 zajišťují městskou hromadnou dopravu především linky 324, 388, 592 a 565 (od 1. ledna 2022 nahradila linku 609) a také další příměstské linky PID, které zajišťují regionální dopravu a současně obsluhují zastávky v rámci MHD Slaný.

## Kultura
V městě od roku 1885 působí Vlastivědné muzeum, které sídlí v bývalé piaristické koleji na Masarykově náměstí.
Ve stejné budově má sídlo také Knihovna Václava Štecha založená v roce 1897 Václavem Štechem, který v té době byl učitelem ve Slaném, později redaktorem, spisovatelem, dramaturgem a ředitelem Městského divadla na Královských Vinohradech, dnešního Divadla na Vinohradech. V roce 1903 byla zřízena veřejná čítárna, v roce 1949 oddělení pro dětské čtenáře. V letech 1950–1960 plnila knihovna funkci knihovny okresní. V roce 1988 prošla knihovna velkou rekonstrukcí. V roce 1990 byla otevřena pobočka knihovny, v roce 1996 získala knihovna první počítač. 100. výročí svého založení v roce 1997 oslavila knihovna otevřením studovny, čítárny, přednáškové místnosti a zavedením internetu pro veřejnost. Od roku 2001 má knihovna automatizovaný výpůjční systém, ve stejném roce bylo v knihovně otevřeno Informační centrum města (do roku 2004). Od 1. ledna 2014 je knihovna organizační složkou Městského úřadu Slaný společně s Informačním centrem. Knihovna v roce 2016 zvítězila v soutěži Biblioweb nejlepším webem knihovny v obcích do 30 tisíc obyvatel. Pro své uživatele a obyvatele města připravuje knihovna mnoho různých řadu projektů, např. Příměstské tábory v knihovně, (Ne)obyčejné prázdniny s knihovnou, Živá knihovna.

## Sport
Na západním okraji Slaného se nachází sportovní areál zahrnující zimní stadion pro 3200 lidí, atletický a fotbalový stadion, aquapark a tělocvičnu. Mezi zdejší týmy patří fotbalový SK Slaný, hokejový HC Lev Slaný, krasobruslařský oddíl KK Slaný, futsalový RSC Čechie Slaný a ŠSK Slaný Atletika. Na jižní straně města je plochodrážní stadion. Několikrát se zde konalo Mistrovství České republiky v boulderingu, v roce 2015 mistrovství ČR v cyklokrosu.

## Pamětihodnosti
V roce 1992 se historické jádro města stalo městskou památkovou zónou.
- Městská radnice
- Kostel Nejsvětější Trojice

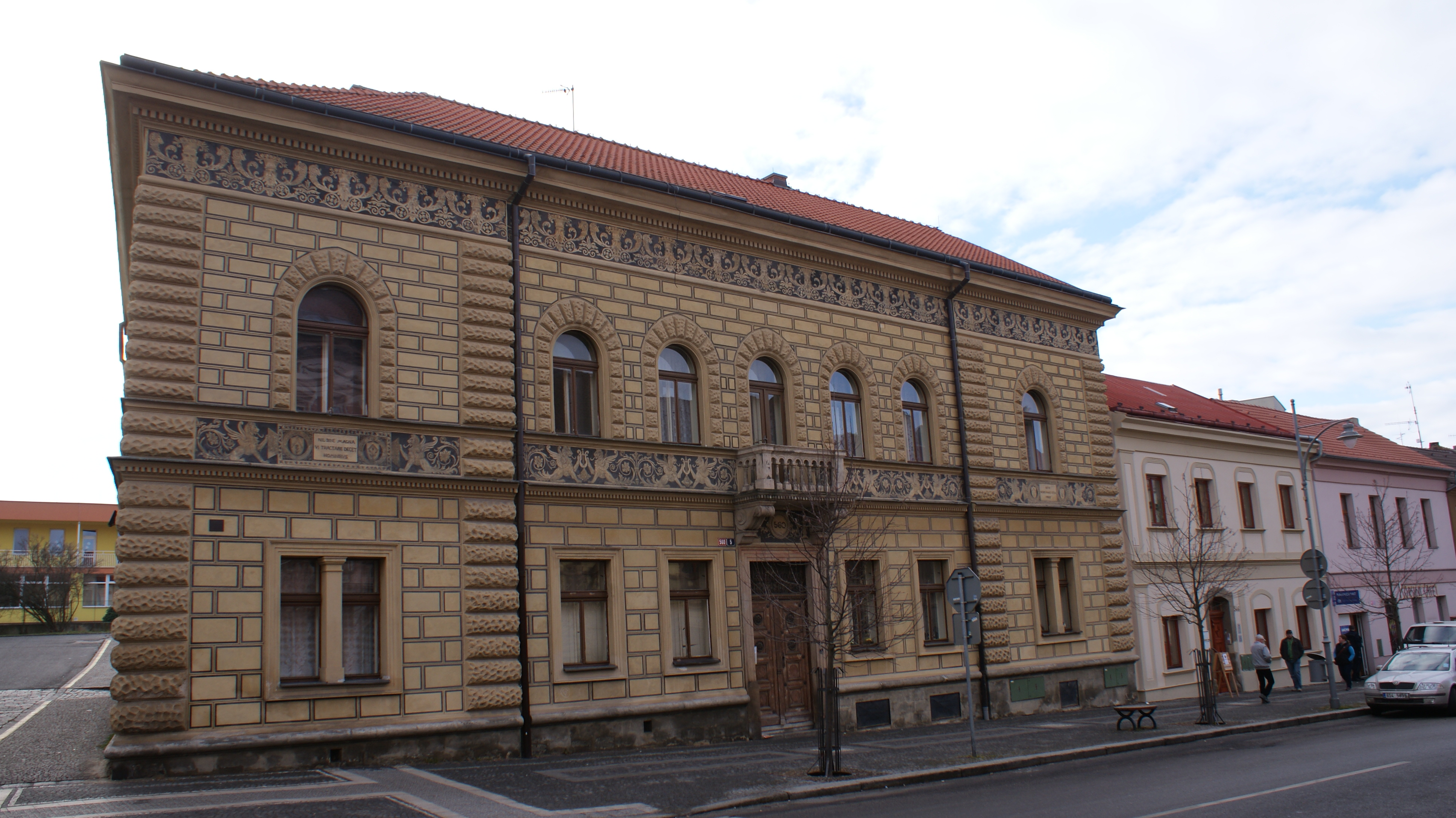
Wiehlův dům na Wilsonově ulici

- Bývalá kolej piaristů, dnes sídlo Vlastivědného muzea a Knihovny Václava Štecha
- Kostel svatého Gotharda
- Renesanční Modletický dům
- Okresní dům, novorenesanční budova bývalého okresního úřadu
- Budova Okresní hospodářské záložny čp. 518
- Wiehlův dům
- Městské opevnění s Velvarskou bránou
- Černá bašta
- Kaple Božího hrobu
- Klášter Slaný
- Městský hřbitov ve Slaném
- Synagoga
- Židovský hřbitov ve Slaném
- Baňkův mlýn
- Martinický dvůr[35]

## Osobnosti
- Jan Šultys z Felsdorfu (? – 21. června 1621, Praha), narozen ve Slaném, primátor Kutné Hory, člen direktoria za stavovského povstání, jeden z popravených 27 českých pánů na Staroměstském náměstí
- Matouš Crocinus (1580–1654), barokní malíř, zemřel v exilu
- Dominik František Kynský (1777–1848), básník a překladatel činný hlavně v Brně, narozen ve Slaném
- Karel Alois Vinařický (1803–1869), spisovatel a překladatel
- Martin Alexander Přibyl (1803–1871), kněz, archivář, archeolog, básník
- Josef František Frič (1804–1876), právník
- Filip Bondy (1830–1907), rabín působící ve Slaném a zakladatel českožidovského hnutí
- Josef Hlaváček (1831–1911), okresní starosta, je po něm pojmenováno náměstí
- Antonín Fiala (1836–1912), amatérský meteorolog
- Václav Beneš Třebízský (1849–1884), kněz a romanopisec, narozen v nedaleké Třebízi, studoval ve Slaném
- Antonín Krecar (1851–1914), učitel, autor odborných statí, překladatel, v letech 1911–1913 starosta města
- Richard Langweil (1854–1941), podnikatel a politik aktivní v mnoha spolcích, organizacích a institucích ve Slaném
- Václav Štech (1859–1947), učitel, divadelní ředitel, spisovatel, dramatik a novinář
- Ferdinand Velc (1864–1920), malíř, historik umění, novinář
- Miloslav Stiebr (1865–?), profesor na Karlově univerzitě, právník a soudní historik
- Karel Scheinpflug (1869–1948), spisovatel, podnikatel
- Josef Holub (1870–1957), malíř, narozen ve Slaném
- Alois Tvrdek (1870–1943), středoškolský profesor, překladatel a spisovatel, narozen ve Slaném, působil na obchodní akademii v Kolíně. Autor knihy ‘‘Vzpomínky slanského rodáka…’’
- Rudolf Němec (1871–1914), architekt, narozen ve Slaném, zemřel v Hradci Králové
- Jan Malypetr (1873–1947), politik, předseda československé vlády, zemřel ve Slaném
- Josef Procházka (1874–1956), klavírista a hudební skladatel
- Rudolf Urbánek (1877–1962), historik, profesor na brněnské univerzitě
- Josef Frydrych (1880–1966), správce statku Augusta Hemerky (1842–1911) – šlechtice za Stanmíru ve Slaném, pozdější správce statků Jana II. z Lichtenštejna a velkostatkář v Žarošicích
- Jaroslav Jan Pála (1882–1963), zakladatel továrny Palaba, v letech 1940–1944 starosta města
- Václav Vilém Štech (1885–1974), historik umění, teoretik, kritik a publicista, profesor Akademie výtvarných umění v Praze
- Alois Mezera (1889–1945), architekt
- Josef Kylies (1890–1946), malíř, zakladatel uměleckého slánského uskupení ‘’Trhlina’’
- Josef Berounský (1895–1942), brigádní generál, letec RAF
- Josef Sušánek (1896–1945), velitel Okresní hasičské jednoty Slaný a odbojář umučený nacisty
- Václav Nejtek (1899–1958), akademický sochař
- František Šimek (1900–1964), malíř a fotograf
- Olga Scheinpflugová (1902–1968), herečka, narozena ve Slaném
- Václav Smetáček (1906–1986), skladatel, dirigent
- Karel Svoboda (1912–1982), výsadkář původně určený na Operaci Anthropoid, člen výsadku Wolfram
- René Černý (1914–1950), důstojník čs. armády, člen Obrany národa
- Jan Šedivka (1917–2009), houslista, narozen ve Slaném a čestný občan města Slaný
- Eduard Hradec (* 1918), urolog
- Felix Arnošt Heller (1924–1943), příslušník britského Královského letectva, četař 311. bombardovací perutě, narozen ve Slaném
- Ladislav Kochánek (1926–1996), publicista, sběratel rekordů a kuriozit
- Jaroslav Suchý (1926–1975), antropolog
- Josef Pacák (1927–2010), profesor organické chemie na Karlově univerzitě
- Josef Frolík (1928–1989), špión
- Karel Smyczek (* 1950), režisér, scenárista a herec
- Dana Holečková (* 1957), bývalá ředitelka ZOO Dvůr Králové
- Zdeňka Ortová (* 1961), spisovatelka
- Eva Urbanová (* 1961), operní pěvkyně, sopranistka
- Martin Procházka (* 1972), hokejista, hokejový trenér, televizní komentátor
- Svatopluk Šváb (* 1973), hudebník, zpěvák, skladatel a učitel na ZŠ
- Viktor Kalivoda (1977–2010), sériový vrah, narozen ve Slaném
- Michal Lieberzeit (* 1984), režisér, operní pěvec, hudební producent
- Jiří Tlustý (* 1988), hokejista

## Partnerská města
Partnerskými městy jsou:
- Pegnitz, Německo
- Skalica, Slovensko

## Fotogalerie

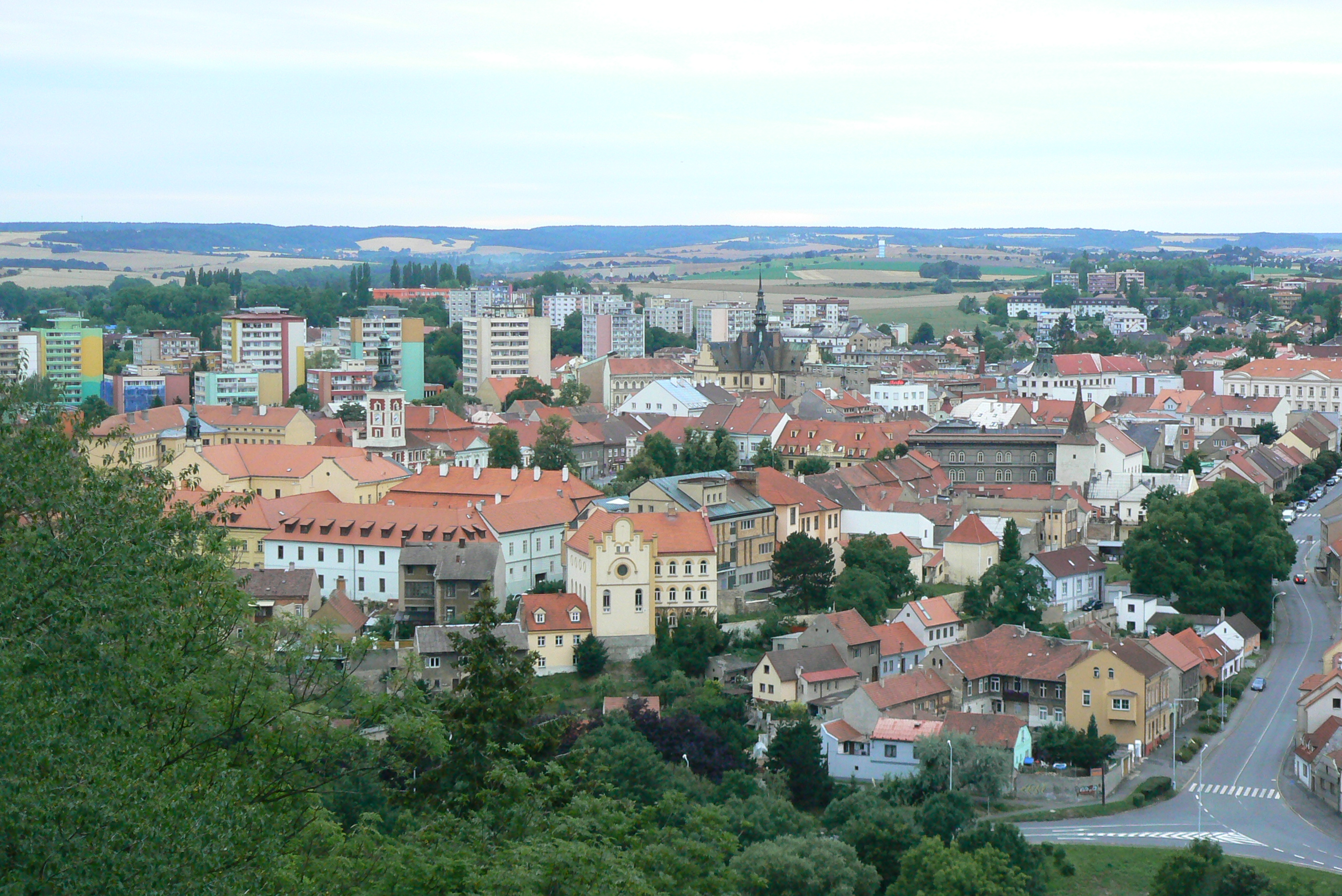
Pohled na město z vrcholu Slánské hory
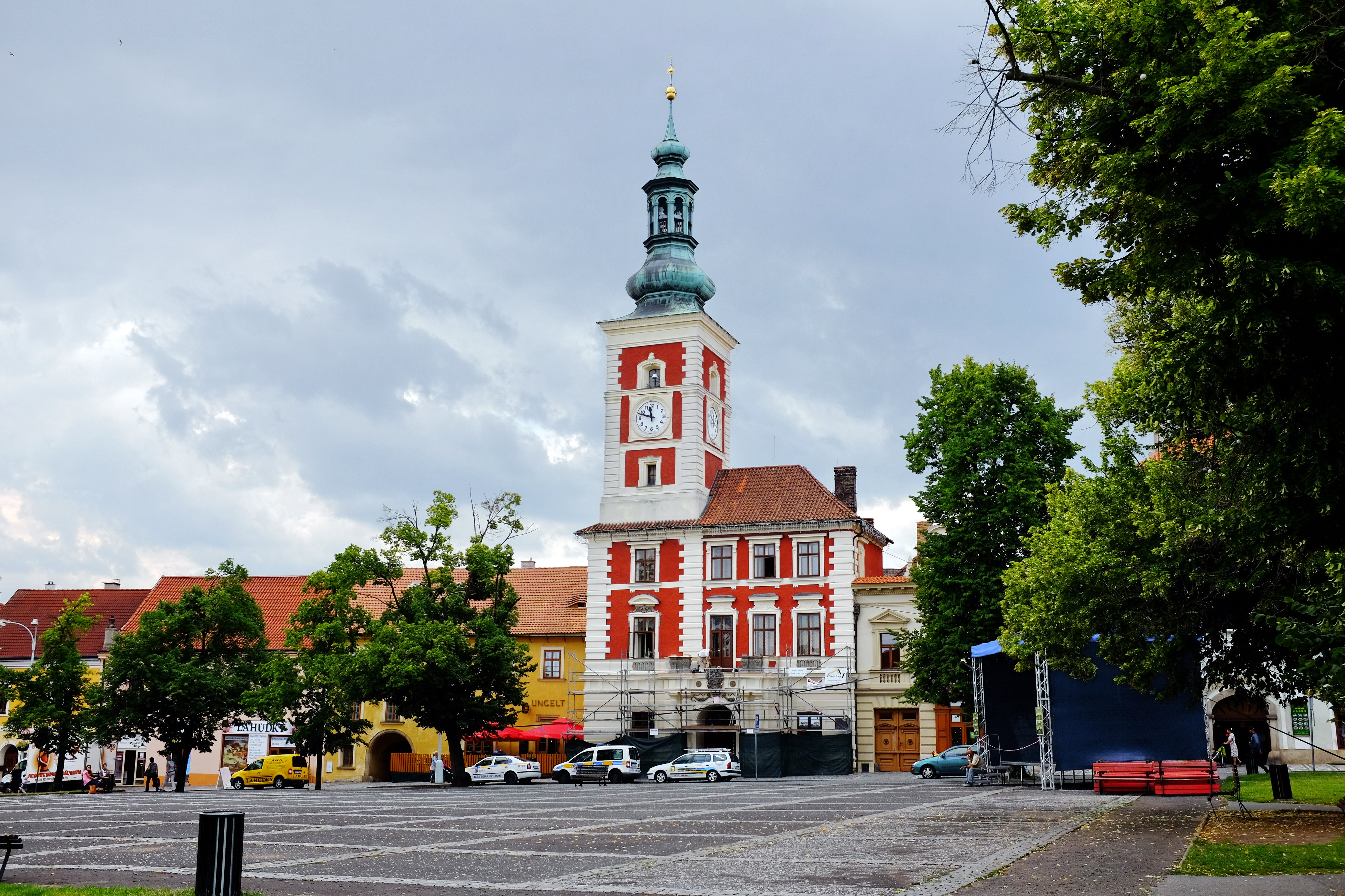
Radniční budova na Masarykově náměstí
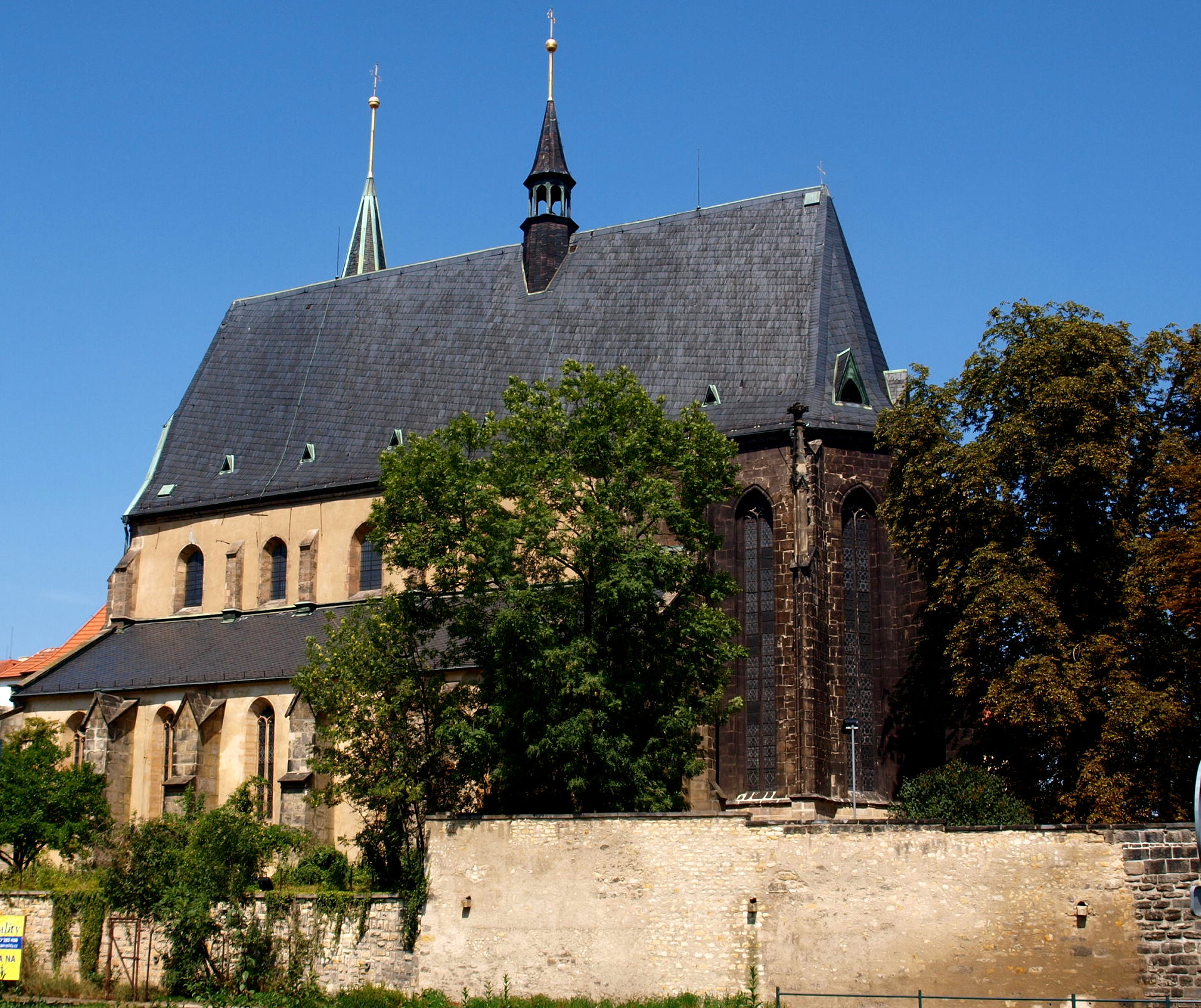
Děkanský chrám sv. Gotharda
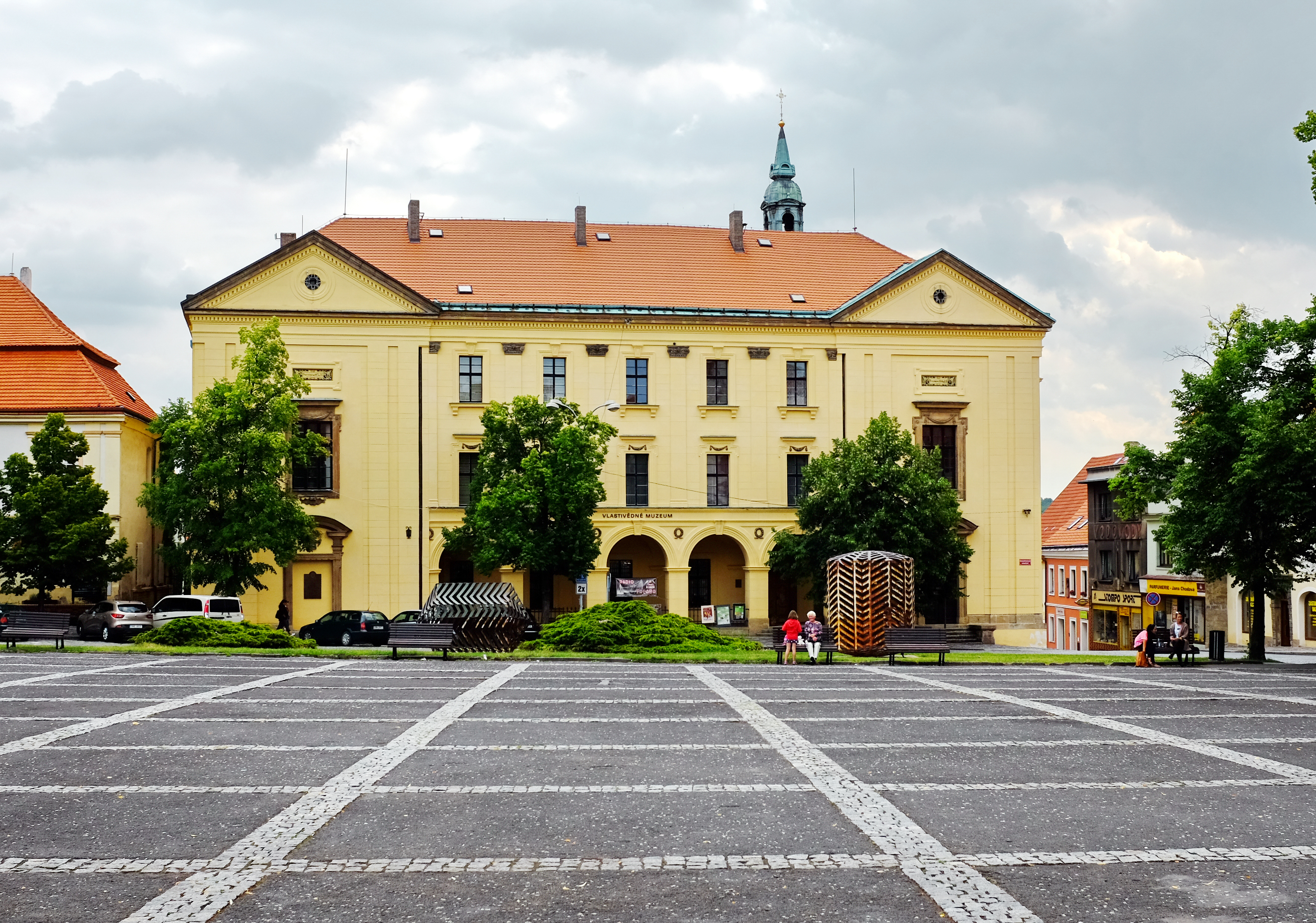
Piaristická kolej na Masarykově náměstí, dnes sídlo Vlastivědného muzea a Knihovny Václava Štecha
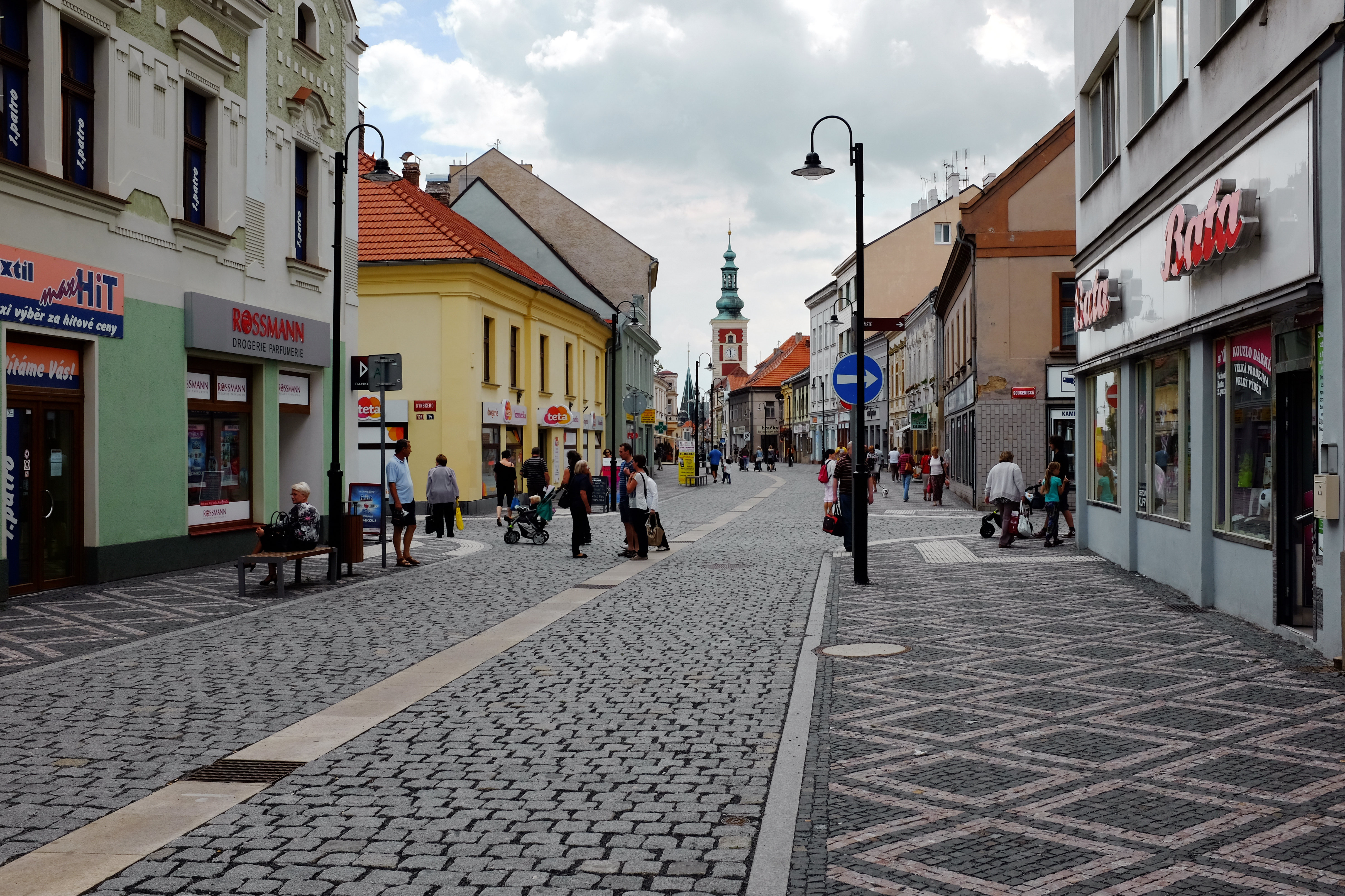
Husova třída, místními zvaná „Londa“, je hlavní pěší zónou města
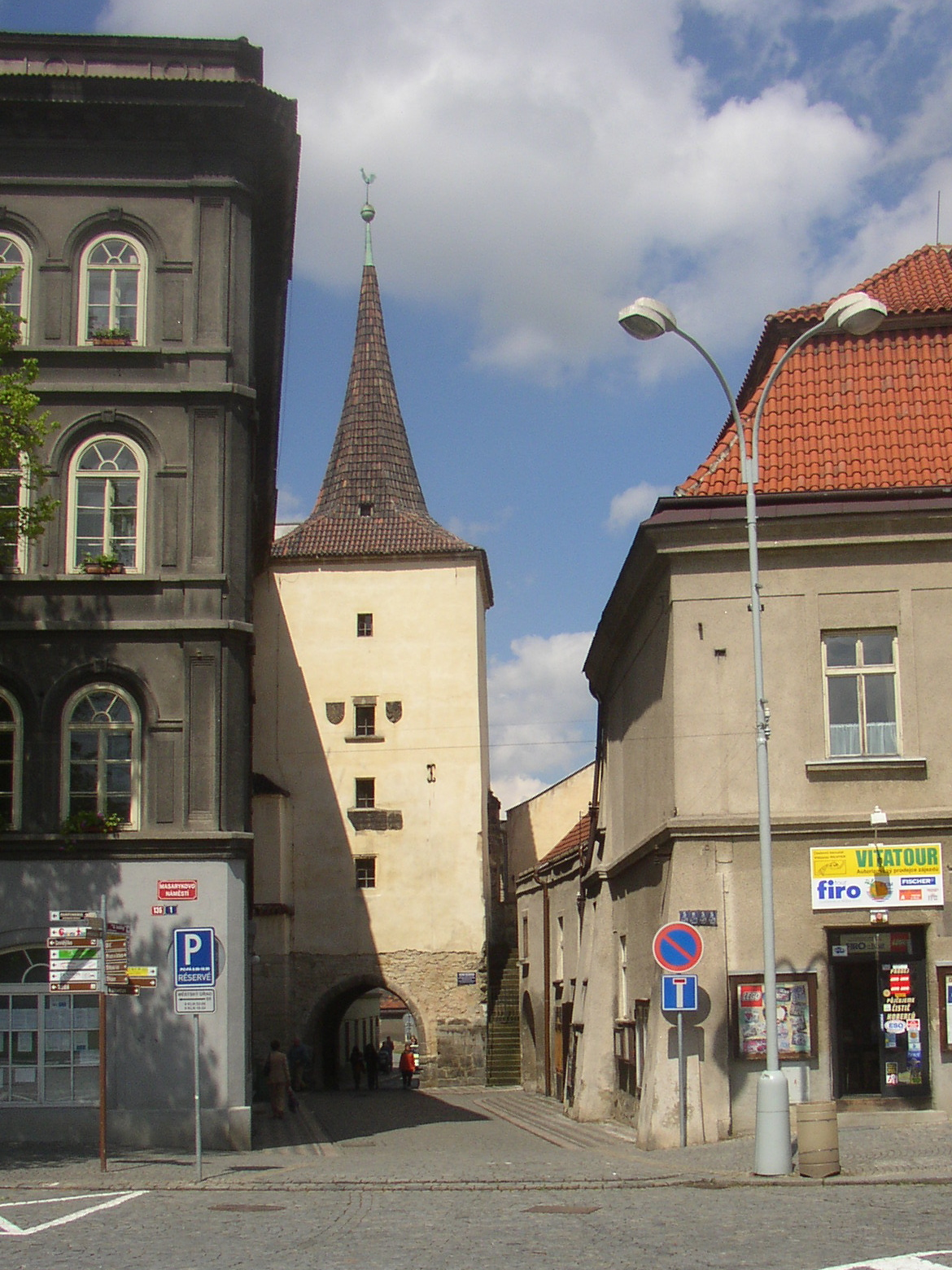
Velvarská brána z 15. století
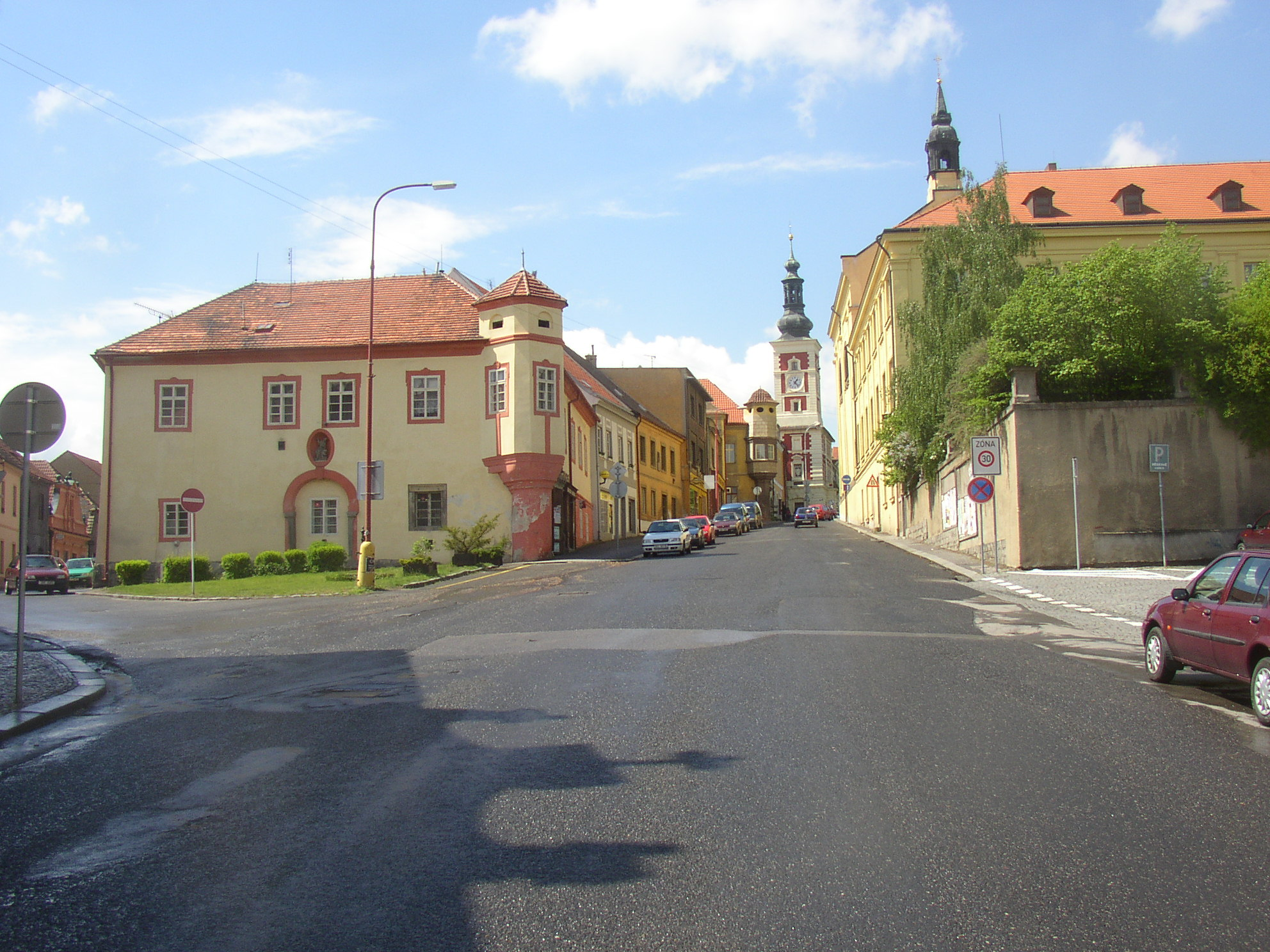
Modletický dům, v pozadí věž staré radnice
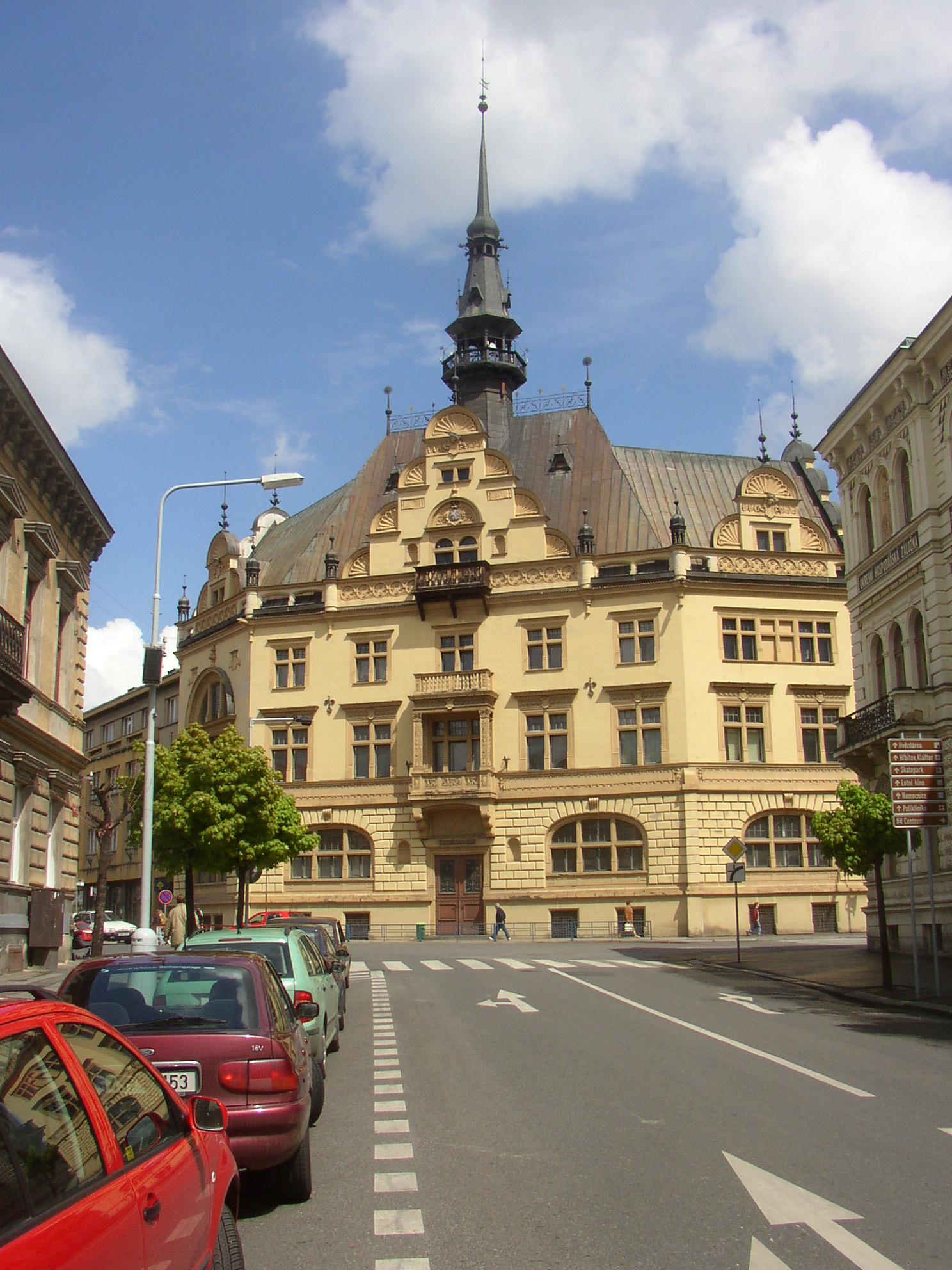
Okresní dům
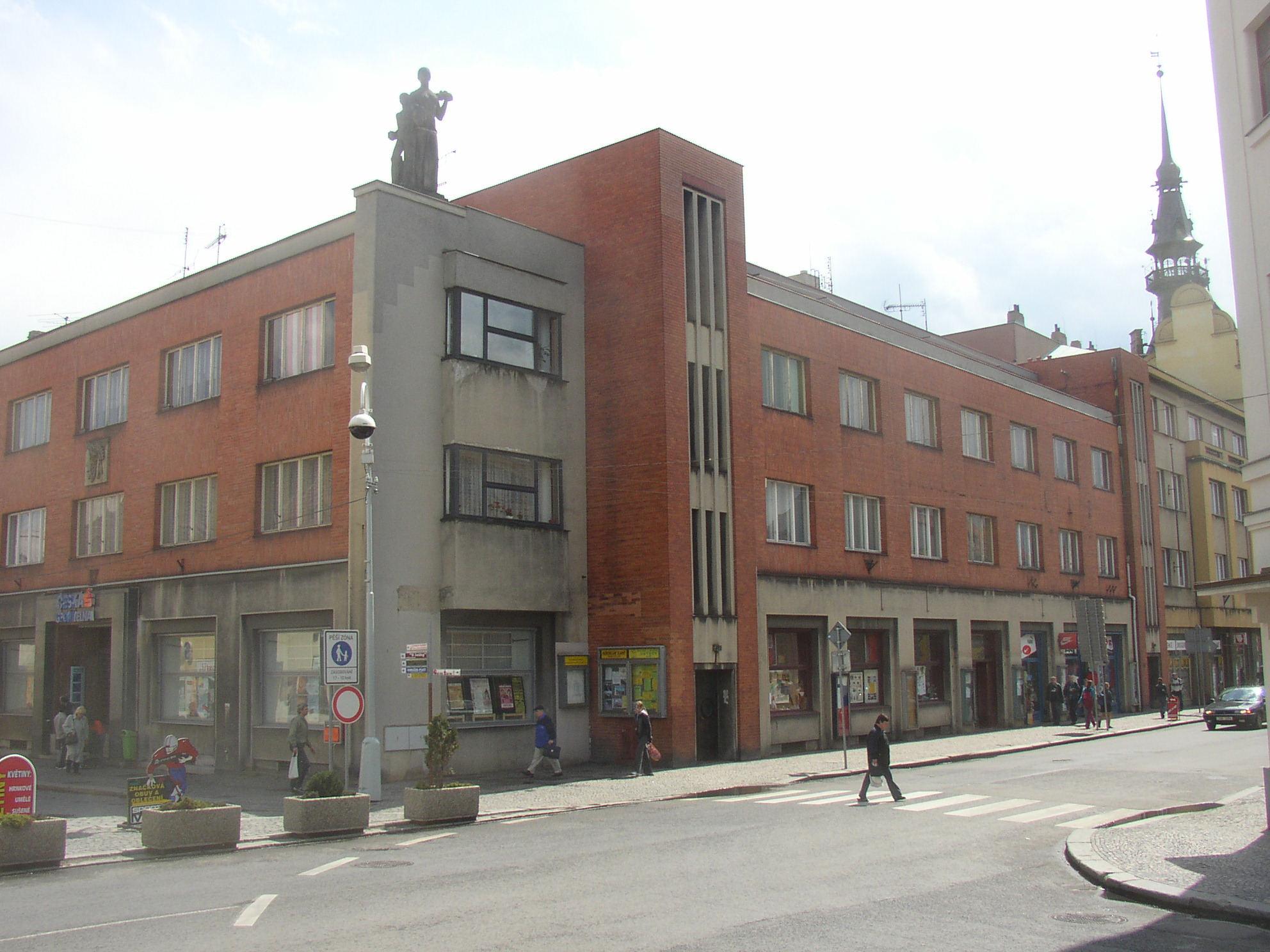
Spořitelna
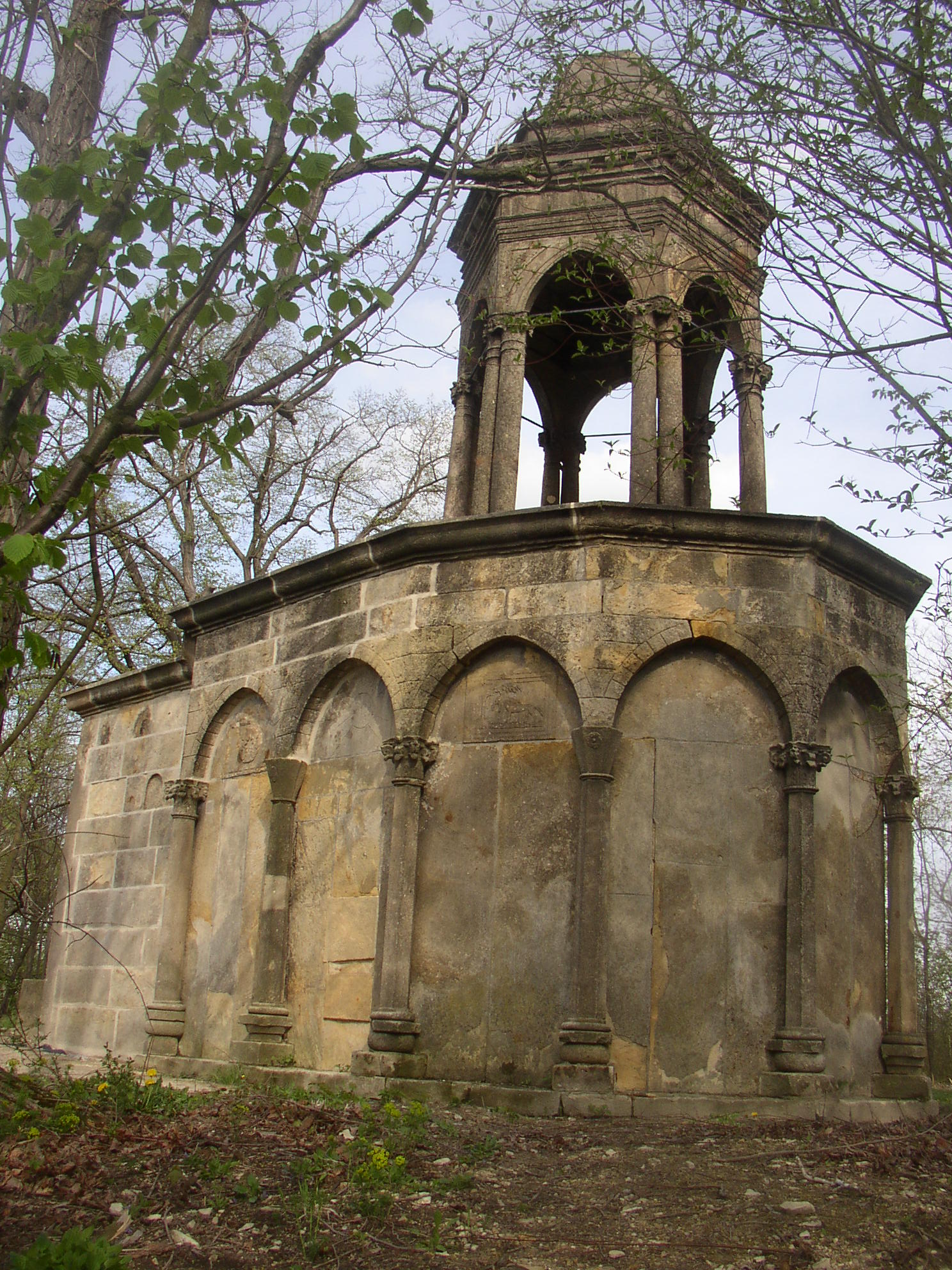
Kaple Božího hrobu
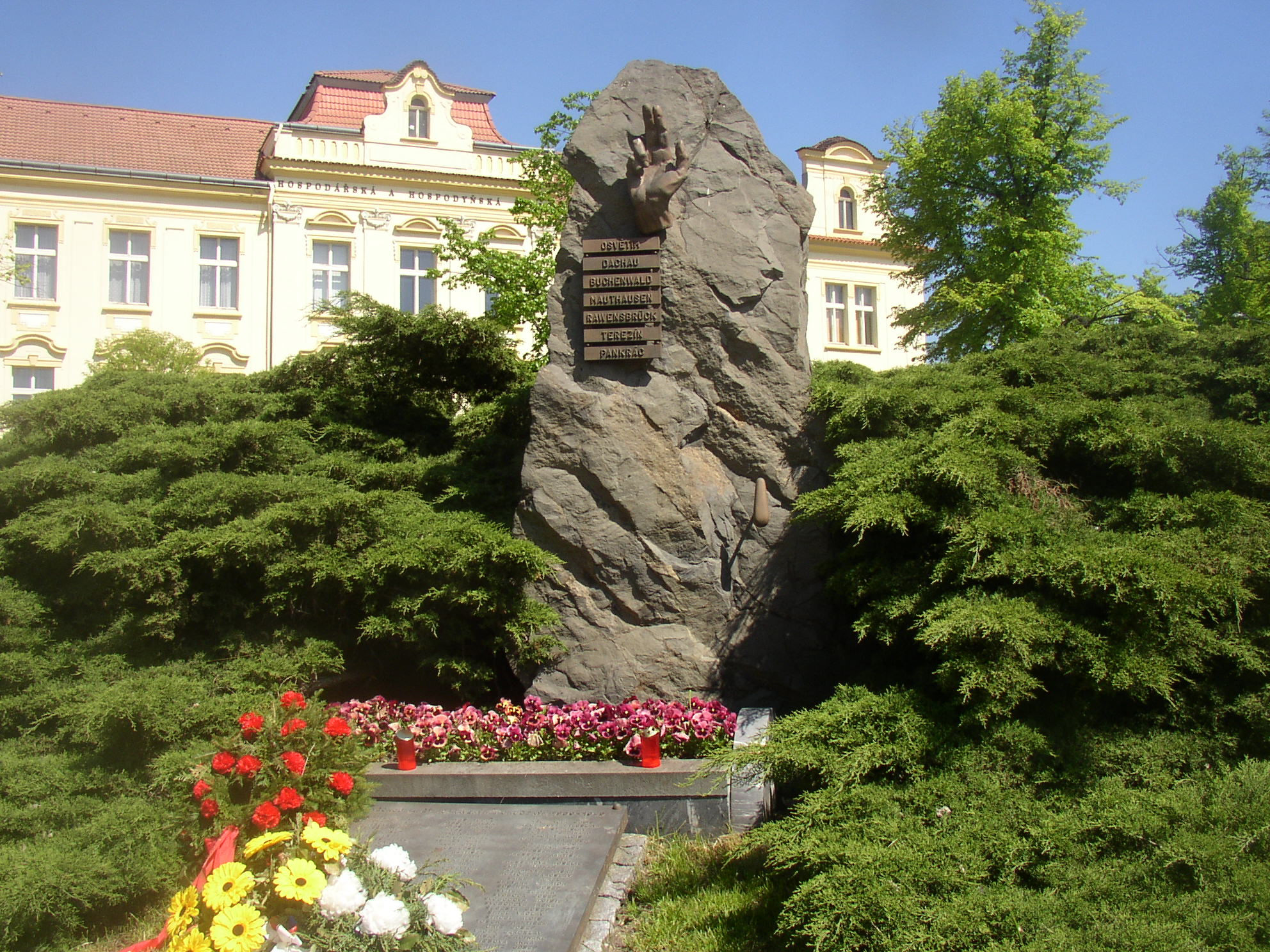
Pomník obětem nacistické okupace (1939–1945) na Hlaváčkově náměstí